# Großenhain
Großenhain is een gemeente in de Duitse deelstaat Saksen, gelegen in het district Meißen. De stad telt 18.062 inwoners.

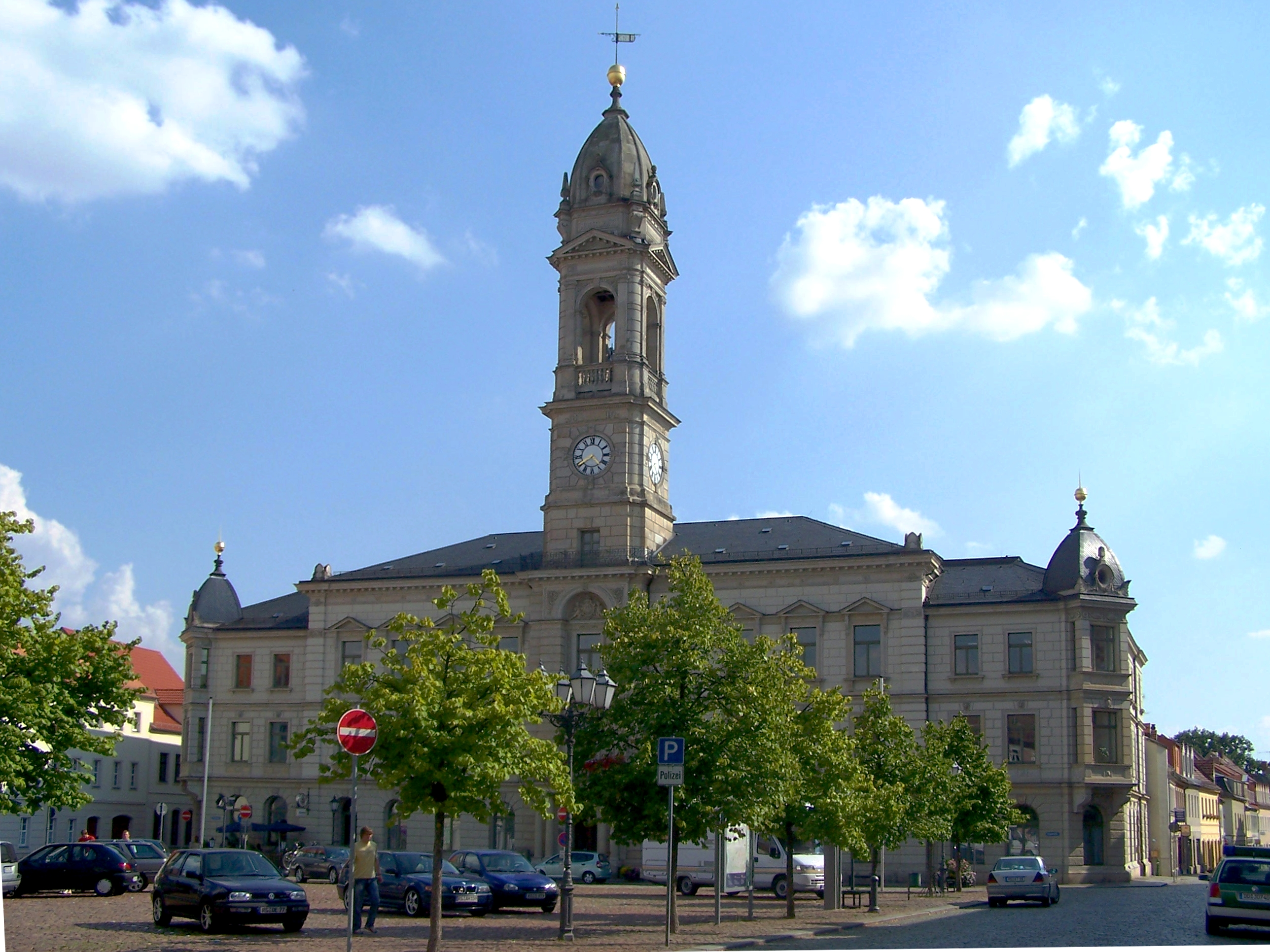
Stadhuis,  bouwjaar 1876

## Samenstelling van de gemeente
Blijkens artikel 19, lid 4, van de Hauptsatzung (hoofdgemeenteverordening), versie oktober 2024, bestaat de stad uit 18 Ortsteile, samengevat in 12 Ortschaften, te weten:
- Skassa
- Weßnitz-Rostig, bestaande uit de twee gefuseerde Ortsteile  Weßnitz (zuidwest) en Rostig (noordoost)
- Folbern
- Bauda
- Colmnitz
- Walda-Kleinthiemig
- Wildenhain
- Görzig
- Strauch
- Nasseböhla, met Stroga, dat ten noordoosten van Nasseböhla ligt
- Skäßchen, met Krauschütz (ten NO van Skäßchen), en Skaup en Uebigau, beide ten westen van Skäßchen
- Zabeltitz, met het iets ten noorden daarvan gelegen Treugeböhla.

De stad Großenhain zelf ligt relatief zuidelijk in het gemeentegebied.
- Het meest noordelijk liggen, van west naar oost: Görzig, Zabeltitz, Strauch;
- ten zuiden daarvan, van west naar oost: Colmnitz, Bauda, Walda-Kleinthiemig, Nasseböhla en Skäßchen;
- ten westen van de stad ligt Wildenhain, en meer zuidelijk Skassa, en ten oosten ervan ligt Folbern;
- ten oost-zuidoosten van Großenhain ligt Weßnitz-Rostig.

Ten zuiden van de stad ligt Zschauitz, dat echter geen officieel Ortsteil van de gemeente Großenhain is.

## Geografie,  infrastructuur

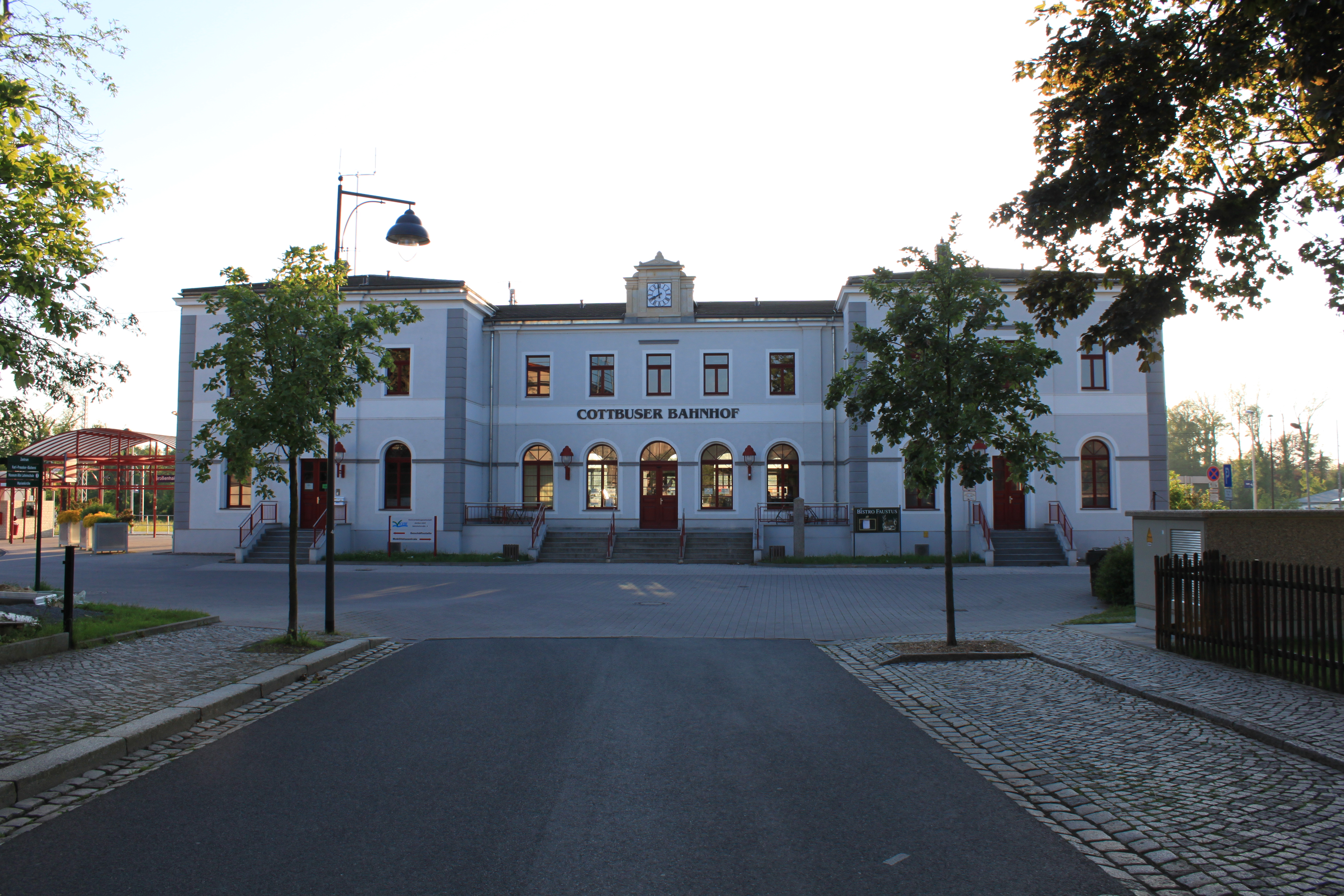
Station Großenhain Cottbuser Bahnhof
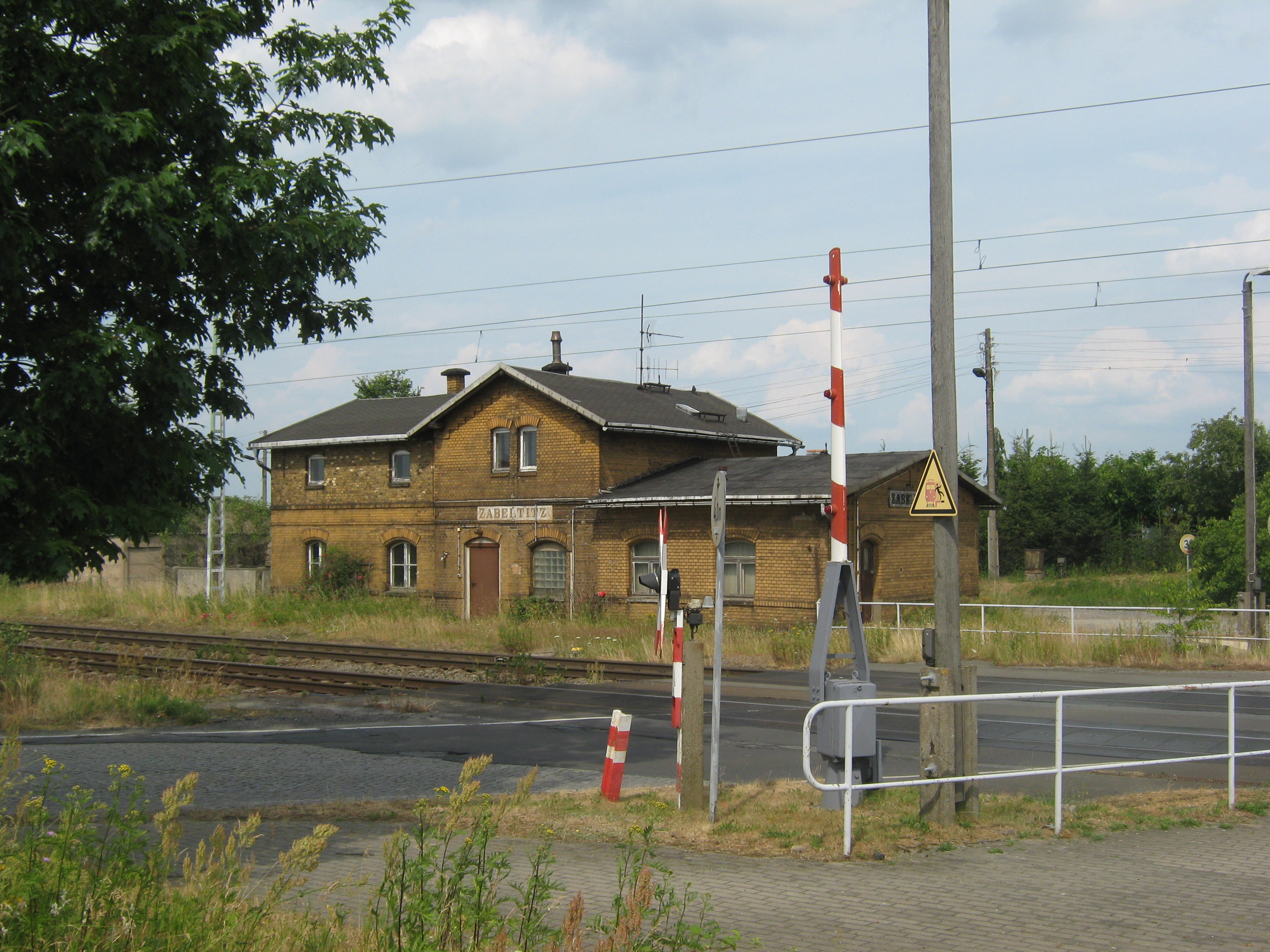
Stationsgebouw te Zabeltitz (1891)
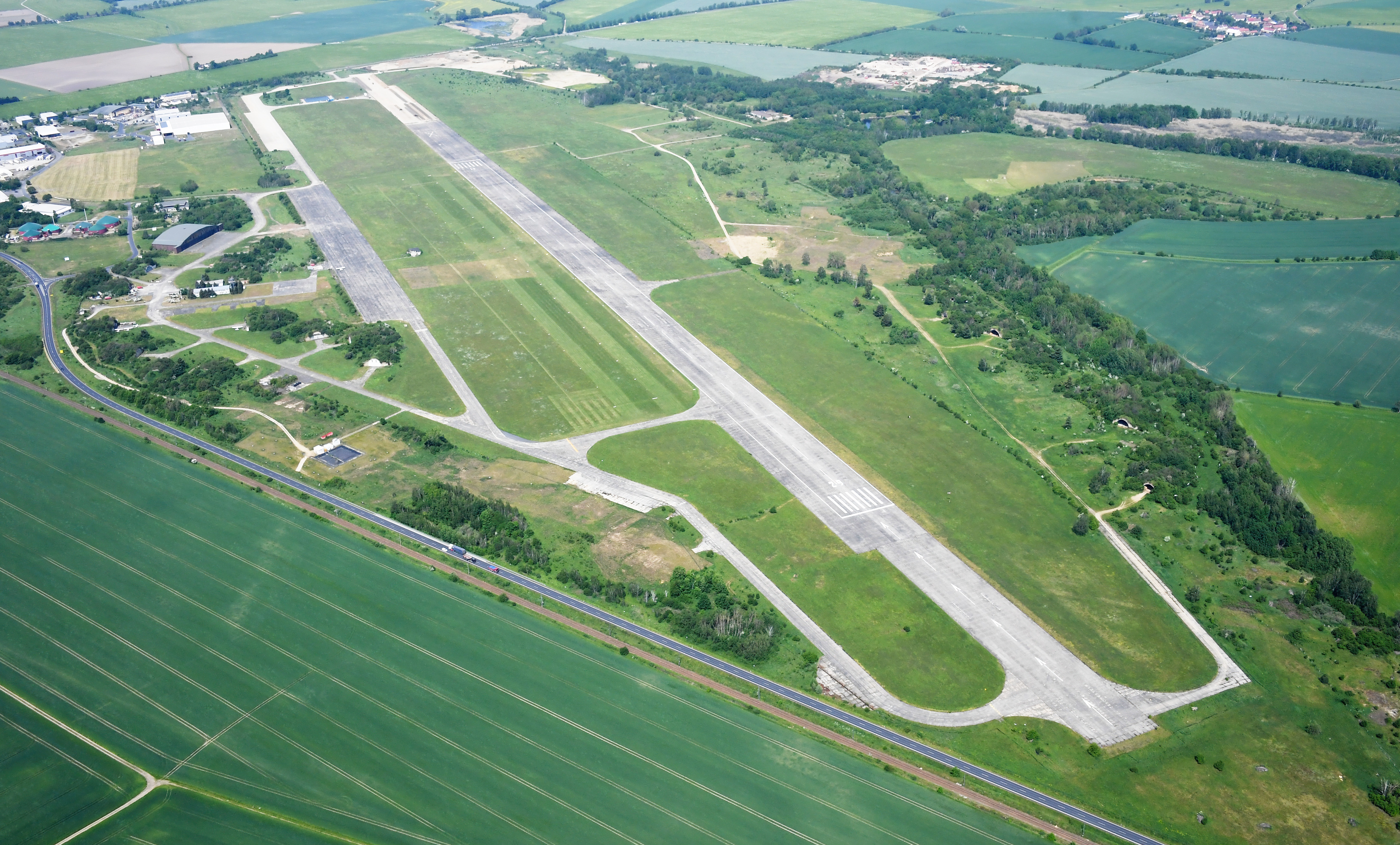
Vliegveld
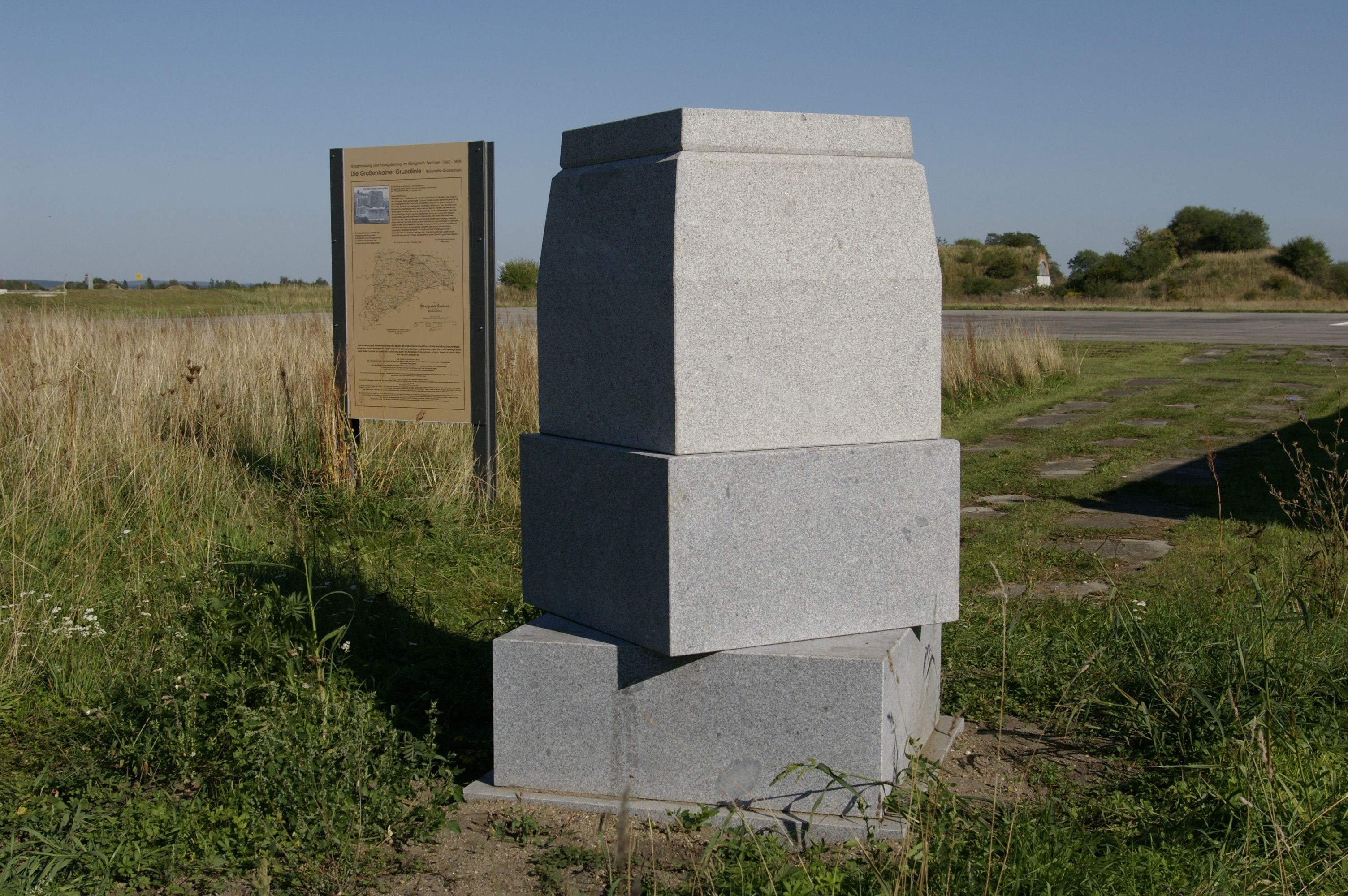
Landmeetkundig (geodetisch) markeringspunt Basismitte Großenhain

Großenhain ligt 30 kilometer ten noord-noordwesten van Dresden, 14 kilometer ten noorden van  Meißen en circa 15 kilometer ten oosten van Riesa, dat aan de Elbe ligt.
Het landschap rondom Großenhain, de zogenaamde Großenhainer Pflege, is licht heuvelachtig en wordt door enkele riviertjes en beken doorsneden.  Het belangrijkste daarvan is de Große Röder, een zijrivier van de Schwarze Elster. De Großenhainer Pflege bestaat grotendeels uit naar de Elbe toe afdalend tertiair heuvelland van 200-80 meter boven de zeespiegel. Het is in het Pleistoceen bedekt geraakt met een laag löss en dus vruchtbaar, en goed bruikbaar voor akkerbouw.

### Buurgemeentes
In de volgorde van de wijzers van de klok, beginnend in het noorden:
- Merzdorf, in de deelstaat Brandenburg
- Gröden in Brandenburg
- Hirschfeld, in de Landkreis Zwickau
- Lampertswalde
- Ebersbach
- Priestewitz, dat ten zuiden van Großenhain ligt
- Nünchritz
- Glaubitz
- Wülknitz
- Röderaue.

### Infrastructuur
Door de gemeente loopt in noord-zuid-richting de Bundesstraße 101, die er de korte Bundesstraße 98 kruist.
Bij Thiendorf kruist de Autobahn A 13 Berlijn -  Dresden op haar afrit nummer 20 de Bundesstraße 98. Thiendorf ligt circa 16 kilometer ten oosten van  Großenhain. 

Großenhain heeft twee spoorwegstations, Großenhain Berliner Bahnhof en Großenhain Cottbuser Bahnhof. Het in 1875 geopende Berliner Bahnhof is in 2010 voor reizigersverkeer buiten gebruik gesteld.  
Het in 1862 geopende Cottbuser Bahnhof ligt iets ten westen van het stadscentrum aan een enkelsporige, geëlektrificeerde hoofdspoorlijn door de stad Großenhain. Deze 1,2 kilometer lange verbindingslijn takt op Großenhain Berliner Bahnhof van de spoorlijn Berlijn - Dresden af en komt op Großenhain Cottbuser Bahnhof uit op de spoorlijn Großenhain–Priestewitz.
Dit laatste spoorlijntje loopt vanuit Großenhain in zuidelijke richting naar Priestewitz. Het is 5,2 km lang en wordt ook door regionale stoptreinen van en naar o.a. Cottbus Hauptbahnhof en station Dresden-Neustadt bediend.
Vóór station Großenhain Cottb Bf ligt een busstation, waar enige streek- en schoolbussen haltes hebben.
Het dorp Zabeltitz, dat in de gemeente Großenhain ligt, heeft ten oosten van het centrum een klein station aan de spoorlijn Berlijn - Dresden, 40 km ten noorden van Dresden.
De stad beschikt over een, voor de kleine burgerluchtvaart beschikbaar,  vliegveld. Het heeft de ICAO-code EDAK. De geografische coördinaten luiden: 51 graden, 18 minuten, 29 seconden noorderbreedte; 13 graden, 33 minuten,  19 seconden oosterlengte. De hoogte boven zeeniveau is 127 meter. Het heeft een betonnen start- en landingsbaan van 1.415 meter lengte en 48 meter breedte,  alsmede een graspiste van 950 x 40 meter, voor met name de zweefvliegsport. Het vliegveld ligt één kilometer ten noorden van de stad  Großenhain. Er bestaat op dit vliegveld de mogelijkheid, het vliegen met een helikopter en de sport parachutespringen te leren.
Bij de stad bevindt zich een, met een stenen constructie gemarkeerde, voor de geschiedenis van de geodesie belangrijke locatie, het begin van de zogenaamde Boog  van Kremsmünster. Zie onder: Graadmeting.

## Economie
Rondom het vliegveld van de stad is een groot industrieterrein in ontwikkeling.  Ook het vliegveld zelf zal daarbij geheel of gedeeltelijk plaats maken voor bedrijfsgebouwen. Een gedeelte van het gebied, op één kilometer ten noorden van het centrum, wordt al gebruikt door talrijke, meest kleine, ambachtelijke bedrijven in uiteenlopende branches. 
Großenhain heeft de status van Große Kreisstadt, wat inhoudt,  dat het een regionaal  bestuurs- en onderwijscentrum  is. Er is dus de nodige werkgelegenheid in de dienstensector. Het toerisme is van weinig belang.
In de plaats is de fabriek gevestigd van een bekend Duits merk aanhangwagens, alsmede, totdat die in 2009 failliet ging, die van  Yes!, een merk sportauto's. Een nog wel bestaande fabriek in de stad produceert vensterglas. Deze is op een industrieterrein ten zuiden van het centrum van Großenhain gevestigd.

## Geschiedenis

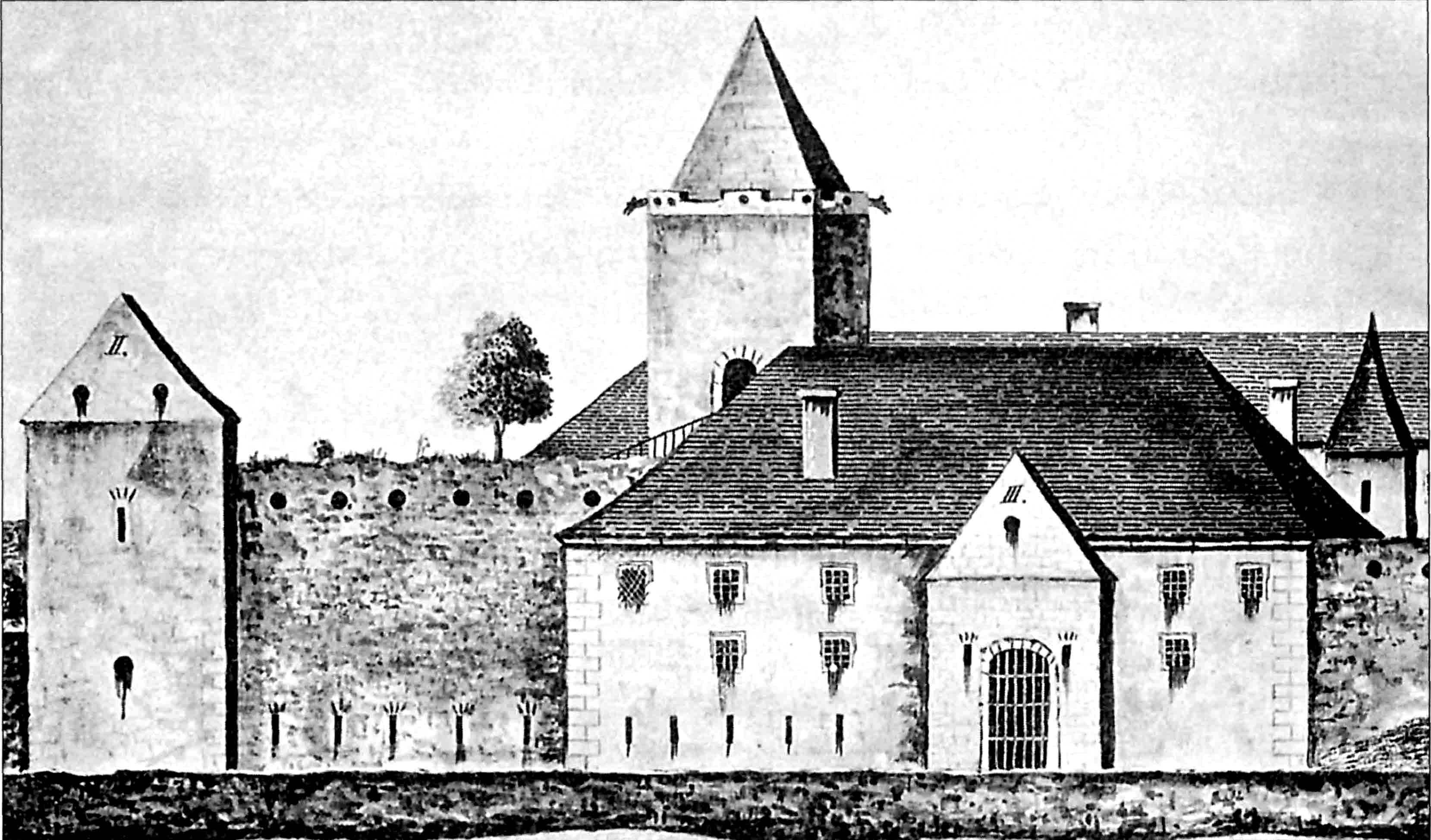
Kasteel te Großenhain, 1642
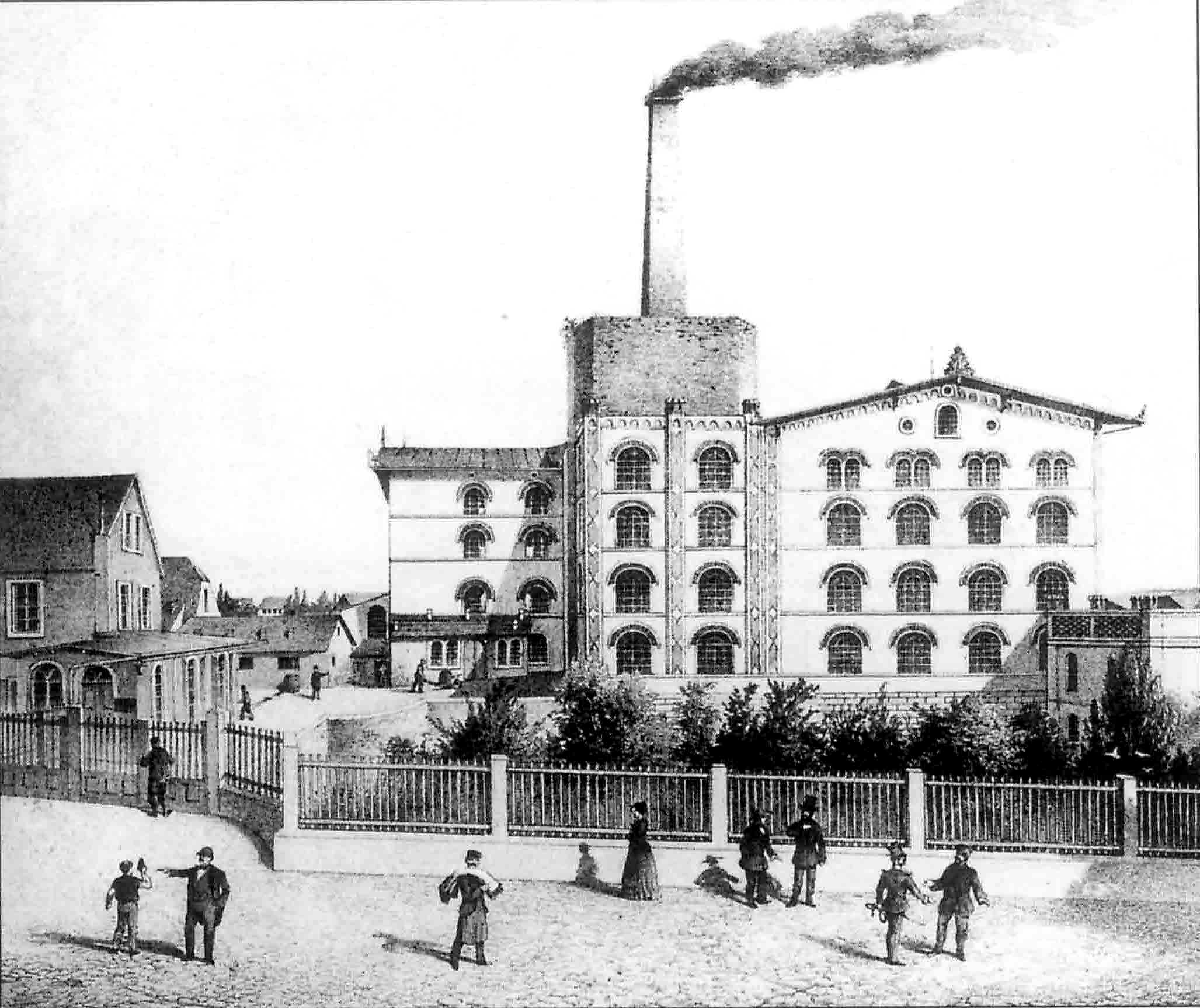
Hetzelfde gebouw in 1860, textielfabriek
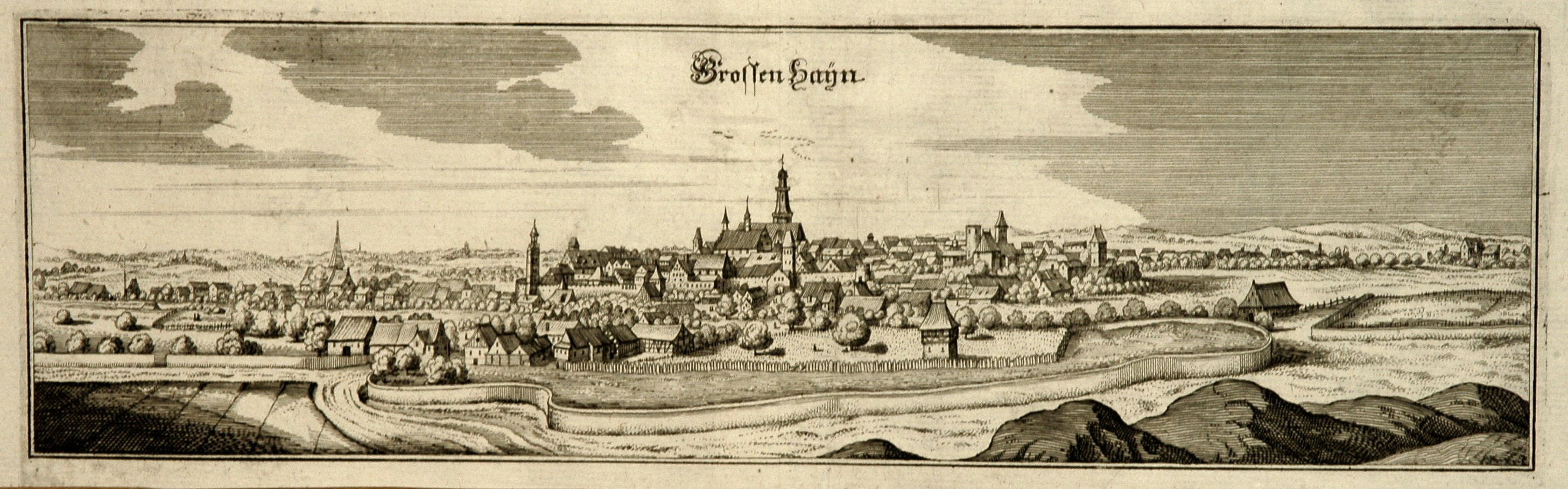
Merian-prent van Großenhain, circa 1650
Plattegrond van Großenhain uit 1744, kort na de stadsbrand
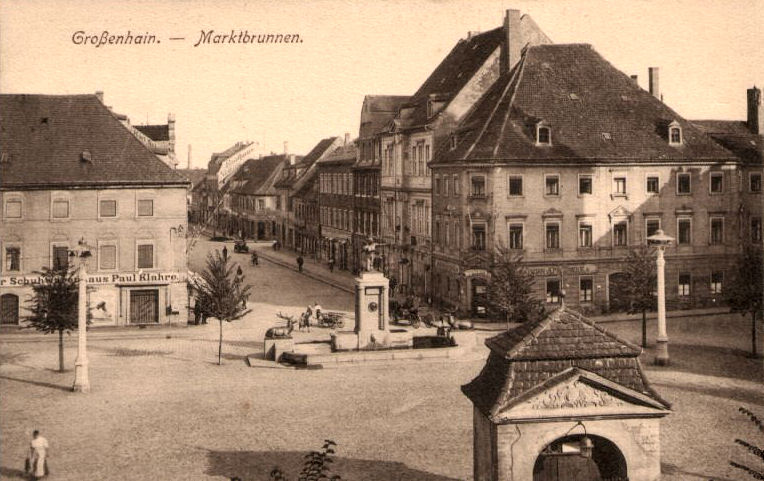
Ansichtkaart uit 1917: de Marktplatz te Großenhain
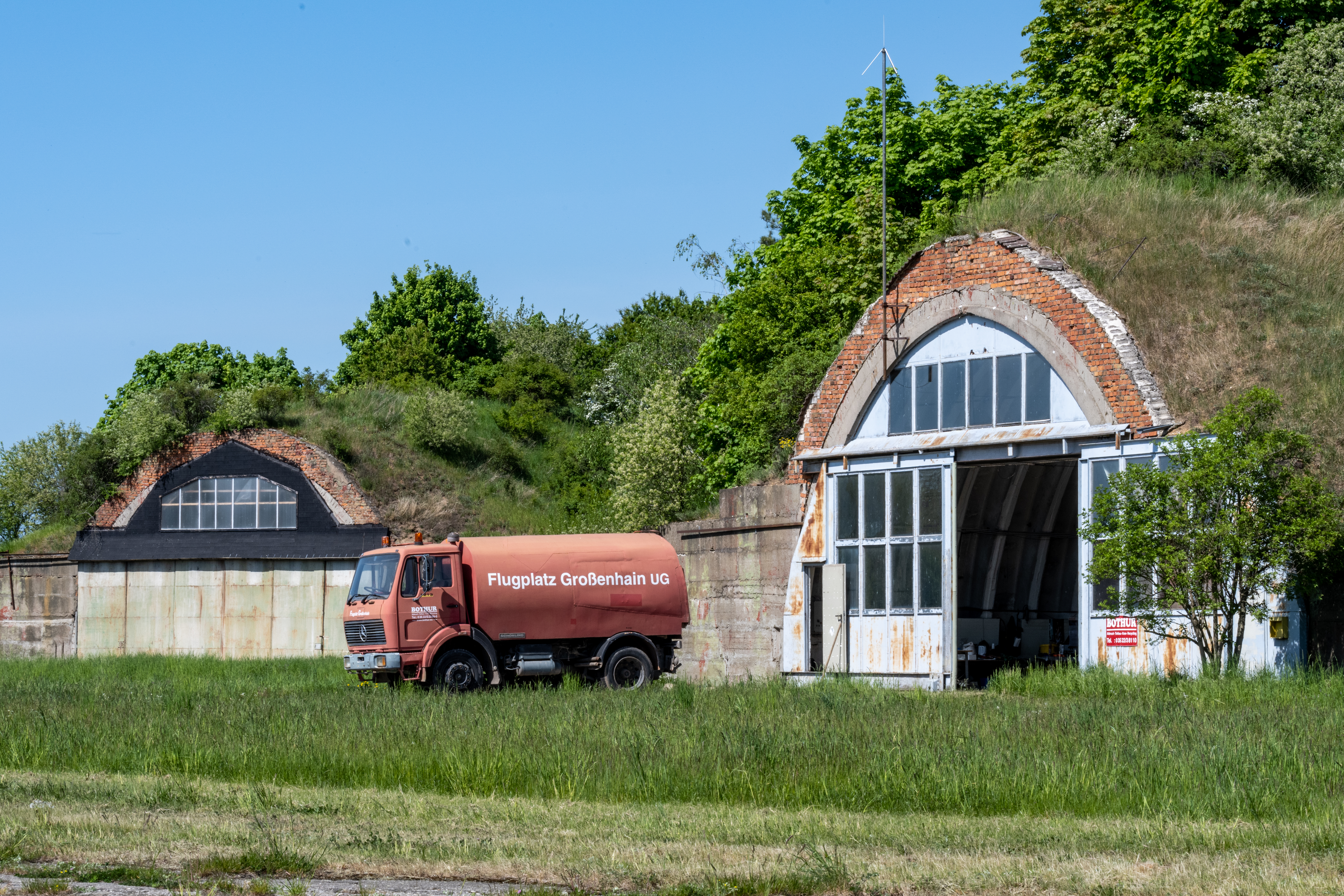
Vooroorlogse hangars op het vliegveld Großenhain
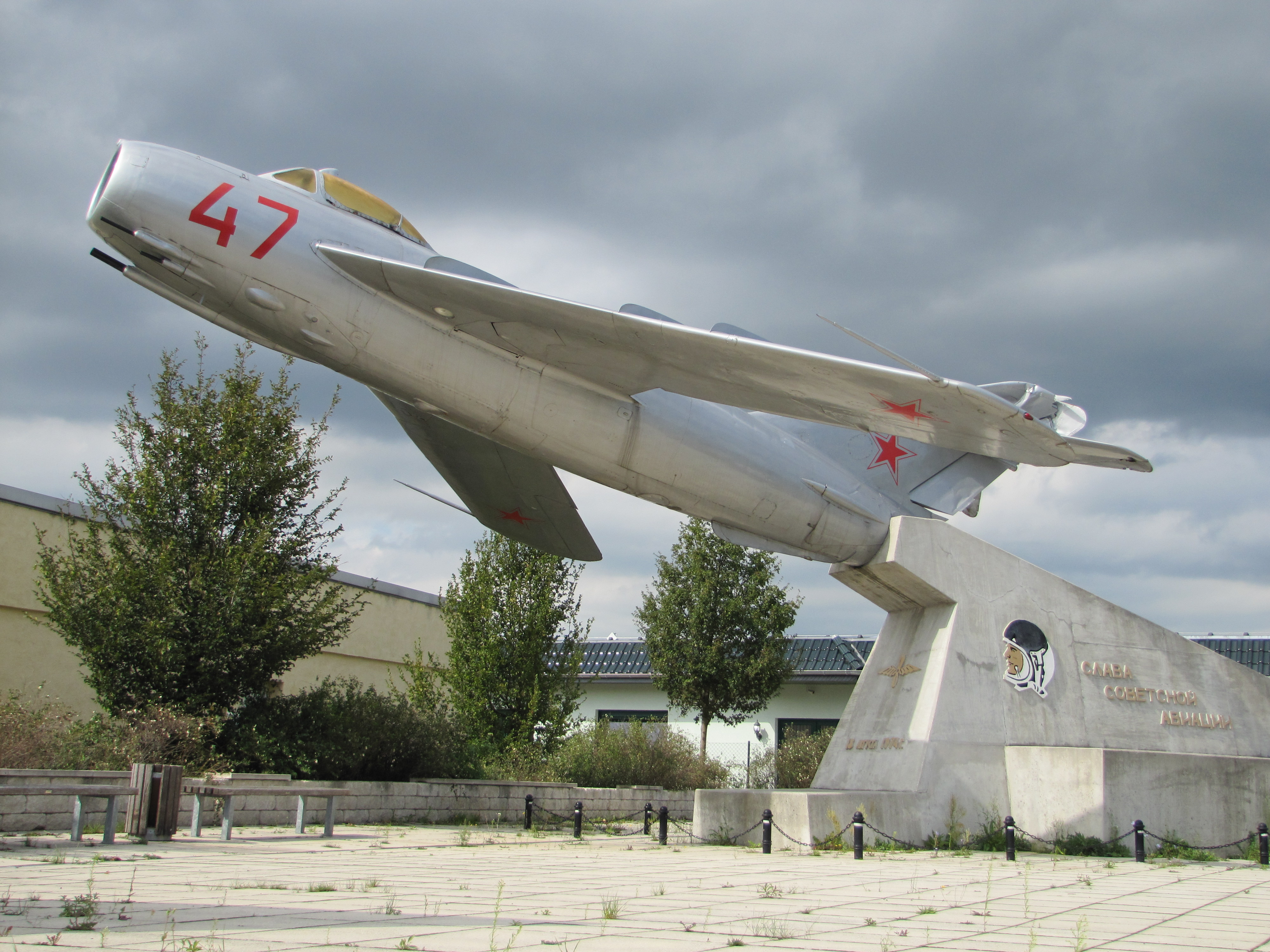
Monument Russisch MiG-17-gevechtsvliegtuig op het vliegveld
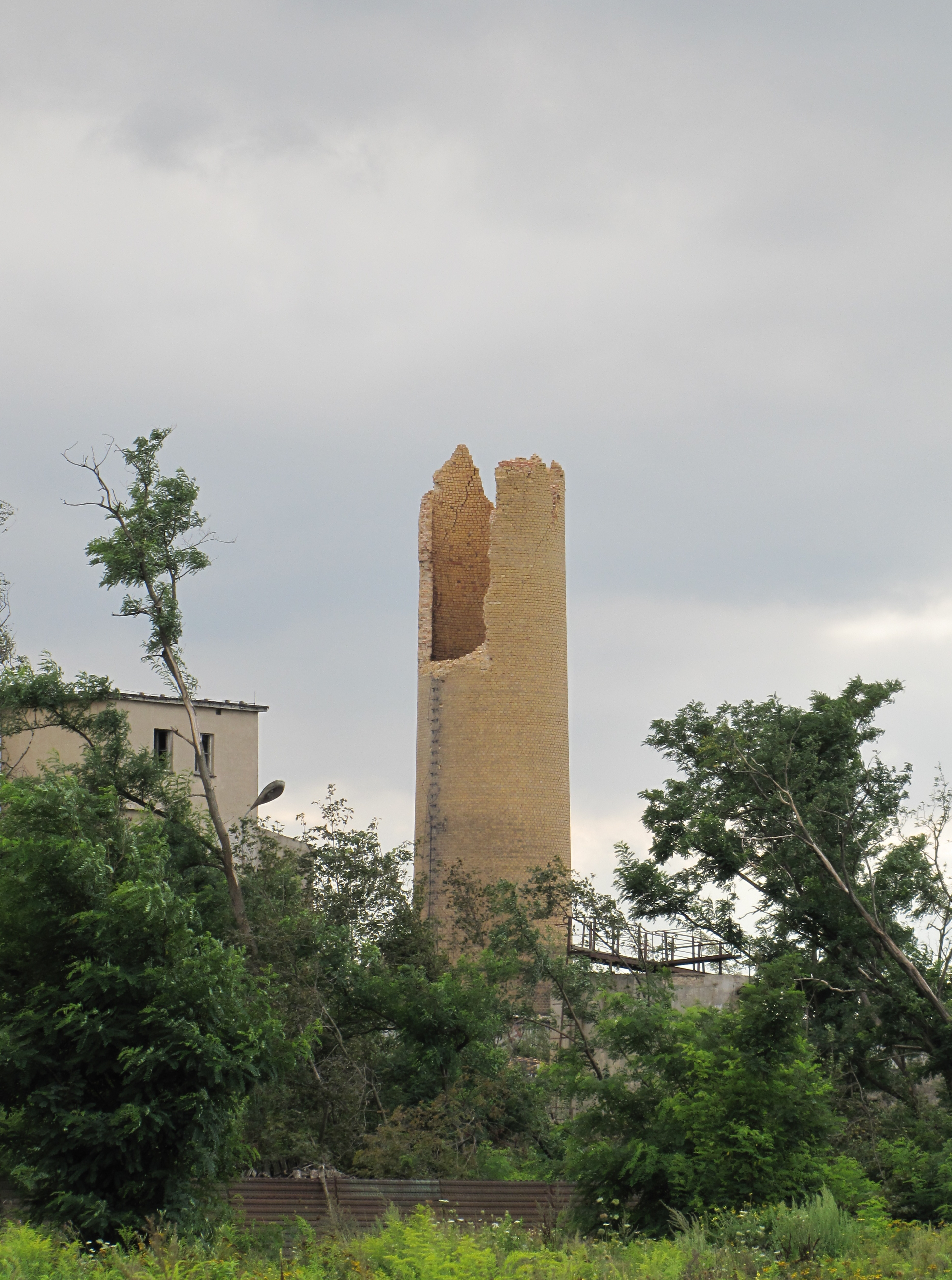
24 mei 2010: door de tornado ingestorte fabrieksschoorsteen te Großenhain

Hayn ontstond als handelsnederzetting aan de rivier Große Röder op de kruising van twee oude handelsroutes.
In 1205 wordt een plaats Hayn voor het eerst in een document vermeld; een document uit 1254 noemt de plaats een civitas, stad. De eerste stadsommuring dateert van 1291. Großenhain had in de 15e eeuw veel te lijden door de Hussietenoorlogen. Aan het eind van de 15e eeuw was de stad een handels- en stapelplaats voor de kleurstof wede. Van de 16e eeuw tot aan de Napoleontische tijd lag Hayn (Großenhain) in de Meißnischer Kreis van het Keurvorstendom Saksen, en vanaf 1806 in het Koninkrijk Saksen, dat in 1871 onderhorig werd aan het Duitse Keizerrijk.
De Reformatie, doorgevoerd in 1548, had tot gevolg, dat de bevolking van Hayn massaal overging tot het evangelisch-lutherse protestantisme. Tenzij anders vermeld, zijn alle kerkgebouwen in de gemeente Großenhain, die in dit artikel genoemd worden, evangelisch-luthers. Epidemieën van o.a. de pest en oorlogsgeweld eisten in de Dertigjarige Oorlog (1618-1648) van de stad en haar omgeving een hoge tol.
In 1744 werd Großenhain door een stadsbrand bijna geheel verwoest. 
Sinds 1744 is Großenhain een Pruisische garnizoensstad. Aanvankelijk vooral voor infanterie, later ook voor cavalerietroepen.  In 1913 werd een militair vliegveld, met belangrijke faciliteiten voor pilotenopleidingen, aangelegd, dat ten tijde van het Derde Rijk door de Luftwaffe werd gebruikt, en vanaf 1946, nadat de Sovjet-Unie de Duitsers tijdens de  Tweede Wereldoorlog had verslagen en het gebied had bezet, door de luchtmacht van de Groep van Sovjetstrijdkrachten in Duitsland. In de DDR-periode was er op deze luchtmachtbasis een geheim wapendepot, waar mogelijk Russische kernwapens opgeslagen  zijn geweest. In 1991 trokken de Sovjets af, en de vliegbasis werd vanaf 1993 omgevormd tot een faciliteit voor de burgerluchtvaart. 
In de tweede helft van de 19e eeuw, vooral na de aansluiting op het spoorwegnet, groeide het stadje, door vestiging van gevarieerde industrie en nijverheid. In die tijd, in 1856, werd de plaatsnaam ook officieel van Hayn of Hain in Großenhain veranderd; deze naam was toen overigens al lang gebruikelijk, zoals uit het onderschrift van de 17e-eeuwse Merian-prent blijkt. In de periode van Adolf Hitlers Derde Rijk vonden er, zoals bijna overal in Duitsland, wrede vervolgingen van Joden, andersdenkenden e.d. plaats, die vele onschuldige slachtoffers maakten; op diverse plaatsen in de gemeente zijn voor de slachtoffers hiervan gedenktekens opgericht. Aan het eind van de Tweede Wereldoorlog, in april-mei 1945, werd het gebied vrijwel zonder gevechtshandelingen door het Sovjetrussische Rode Leger veroverd en bezet.
Van 1949 tot 1990 lag Großenhain in de DDR. In die periode vestigden zich talrijke kleine fabrieken, staatsbedrijven, in de stad. De meeste daarvan konden na de Duitse hereniging de aanpassing aan Westerse economische standaarden niet aan en werden opgeheven.
Op 24 mei 2010 werd de omgeving van Großenhain door een reeks korte tornado's getroffen. Er viel door dit noodweer in de gemeente één dode, en tientallen mensen raakten gewond. Honderden huizen en andere gebouwen raakten zwaar beschadigd, en ruim tweeduizend hectare productiebos waaide om.

## Bezienswaardigheden, natuurschoon, toerisme
Zolang het vliegveld van Großenhain nog open is, kan men daarvandaan toeristische rondvluchten boeken.
In de stad staat het restant van een oud kasteel, dat in de 19e eeuw tot textielfabriek en in de 20e eeuw  tot cultureel centrum (Kulturschloss) is verbouwd. Te herkennen is nog, dat de fabrieksschoorsteen in de 19e eeuw in en op de voormalige bergfried van het kasteel werd gebouwd. De toren kan, in het kader van een vooraf te boeken rondleiding, worden beklommen. In het gebouw is verder o.a. een bioscoop en een ook voor huwelijksfeesten, lezingen en balletvoorstellingen bruikbare  concertzaal gevestigd. Er bestaan plannen, om na plm. 2030 in het gebouw een museum te openen.
In een uit omstreeks 1800 daterend gebouw, dat als Latijnse school heeft gefungeerd, is het stedelijke historische museum gevestigd. Te Zabeltitz staat een museumboerderij. Zie onderstaande link.
Het voormalige paleis en het aanpalende Oude Slot te Zabeltitz zijn sinds 2010 gemeente-eigendom. De gebouwen dienen als congrescentrum en trouwlocatie. De eromheen gelegen baroktuin is vrij toegankelijk.

## Afbeeldingen

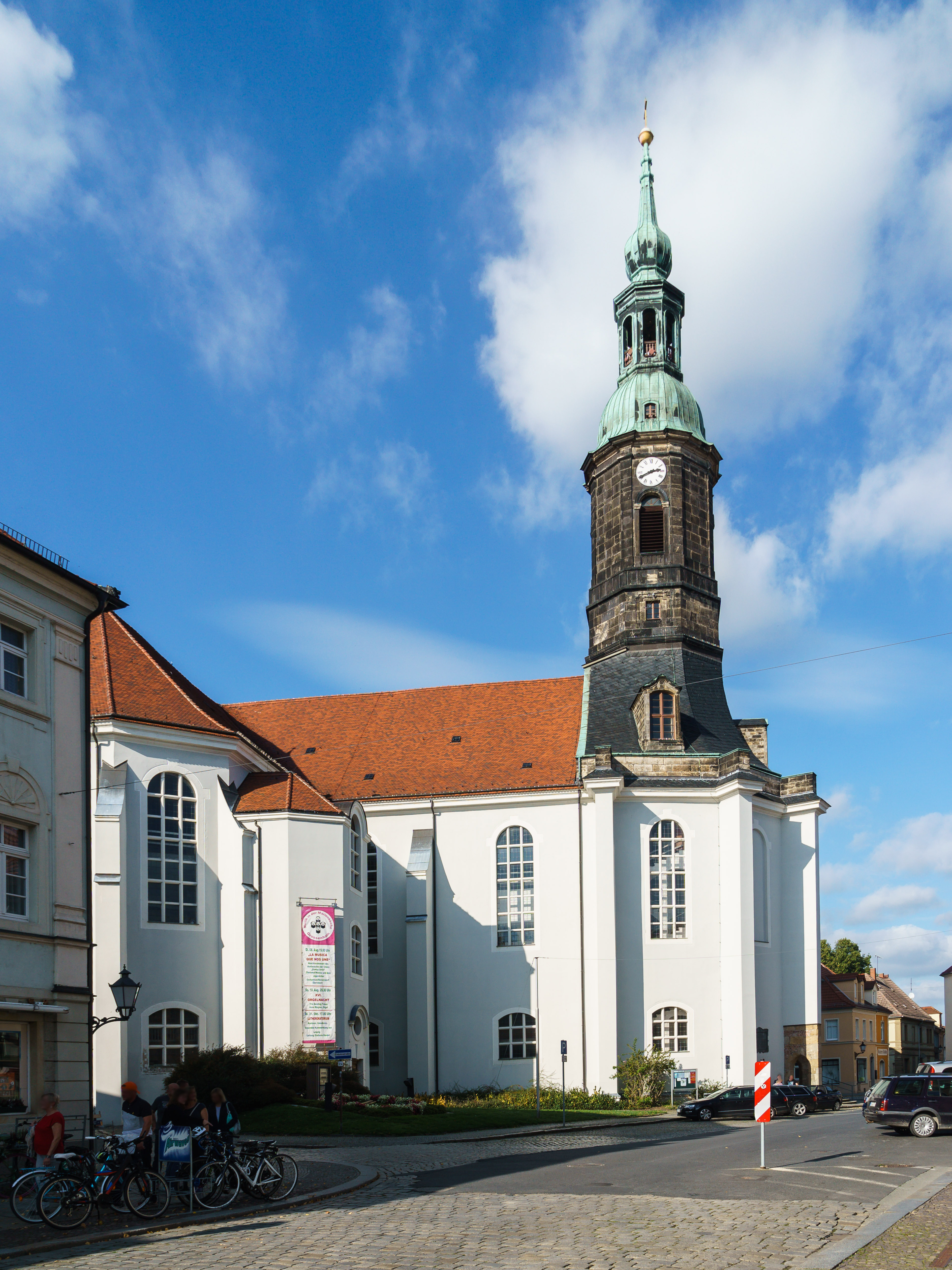
Evangelisch-lutherse Mariakerk te  Großenhain, bouwjaar 1746-48
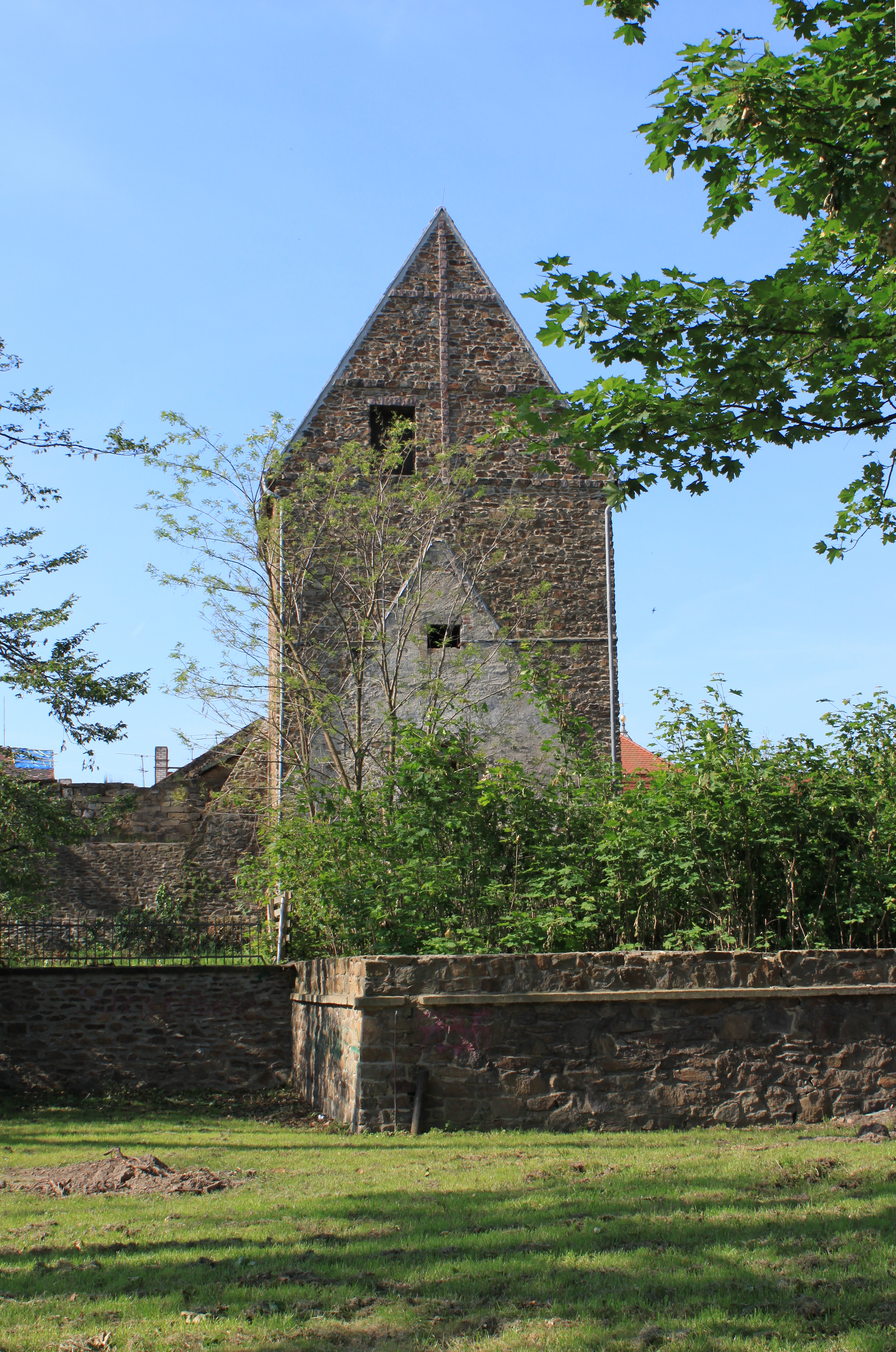
Kruittoren (1500), een van de weinige bewaard gebleven overblijfselen van de stad vóór de grote brand van 1744
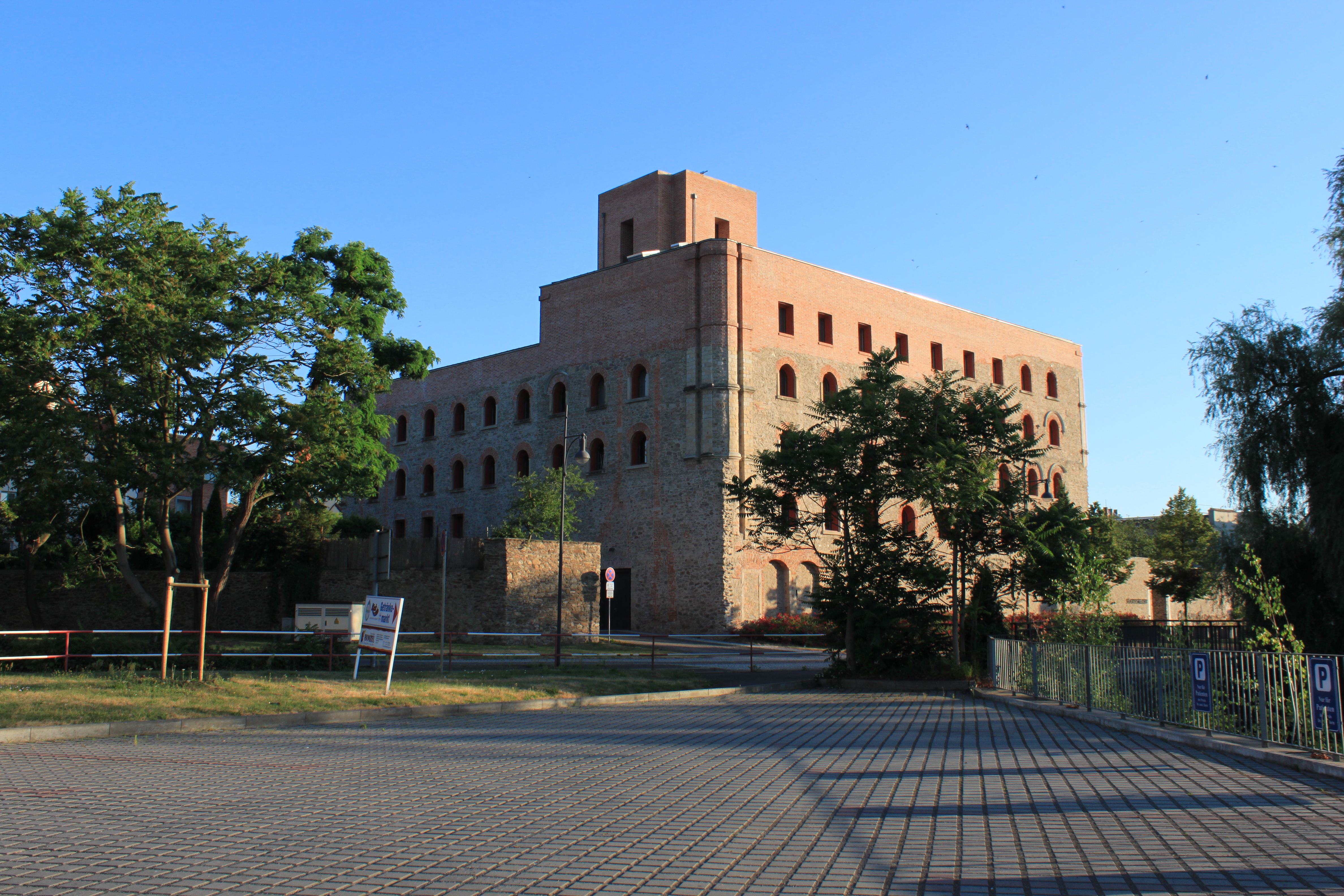
Kulturschloss Großenhain
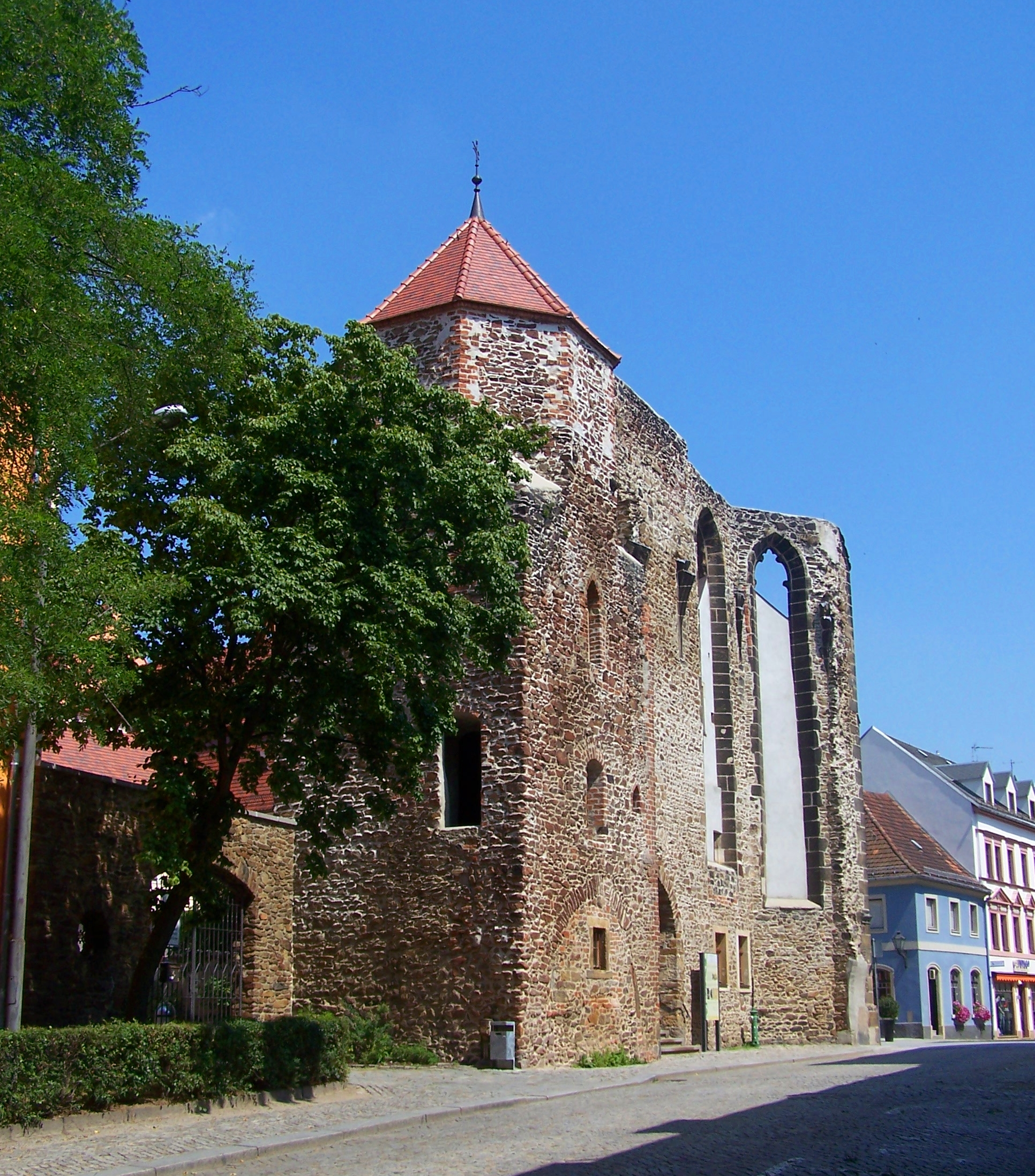
Kloosterruïne te Großenhain
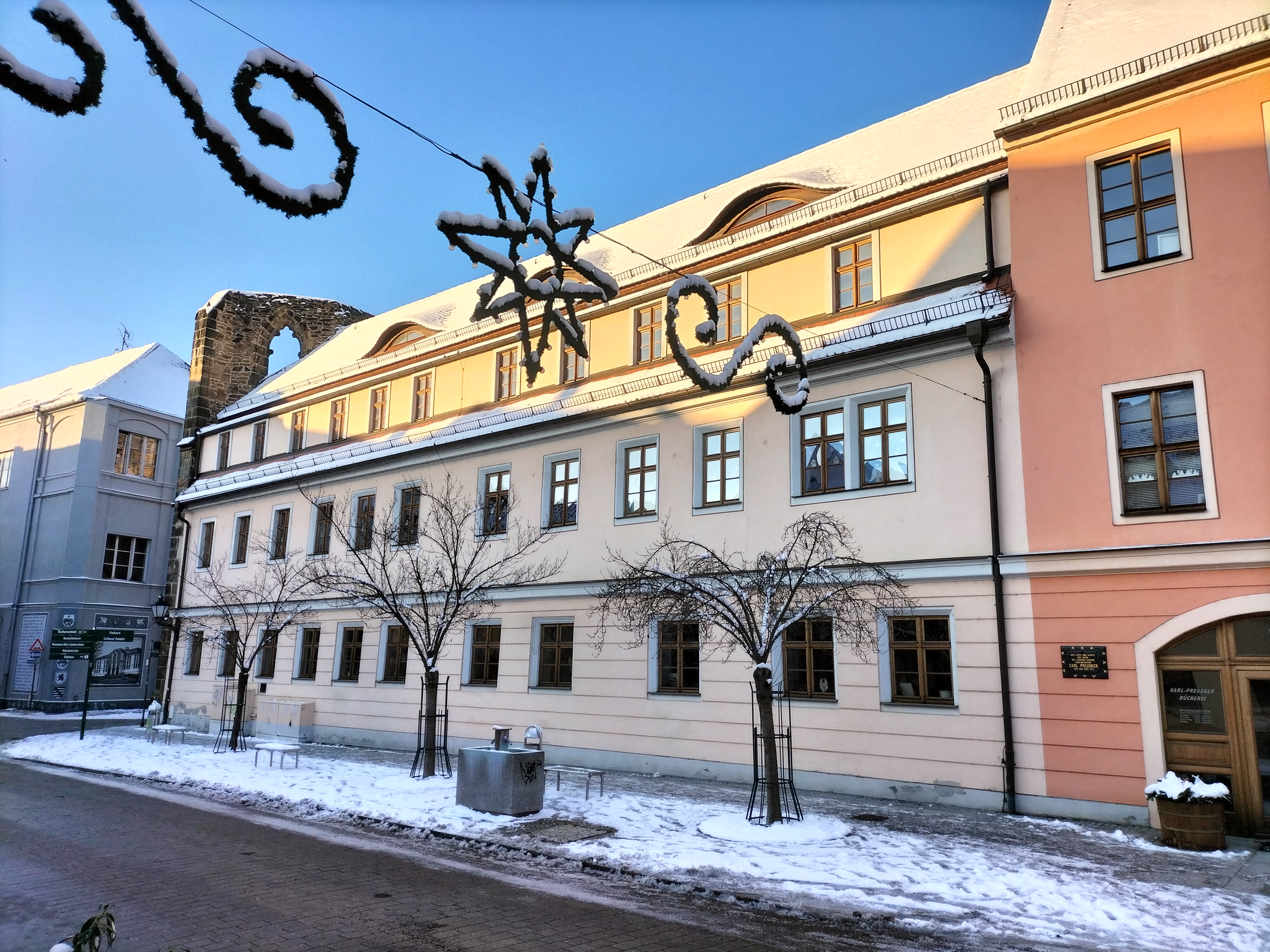
Openbare bibliotheek Karl-Preusker-Bücherei (1828)
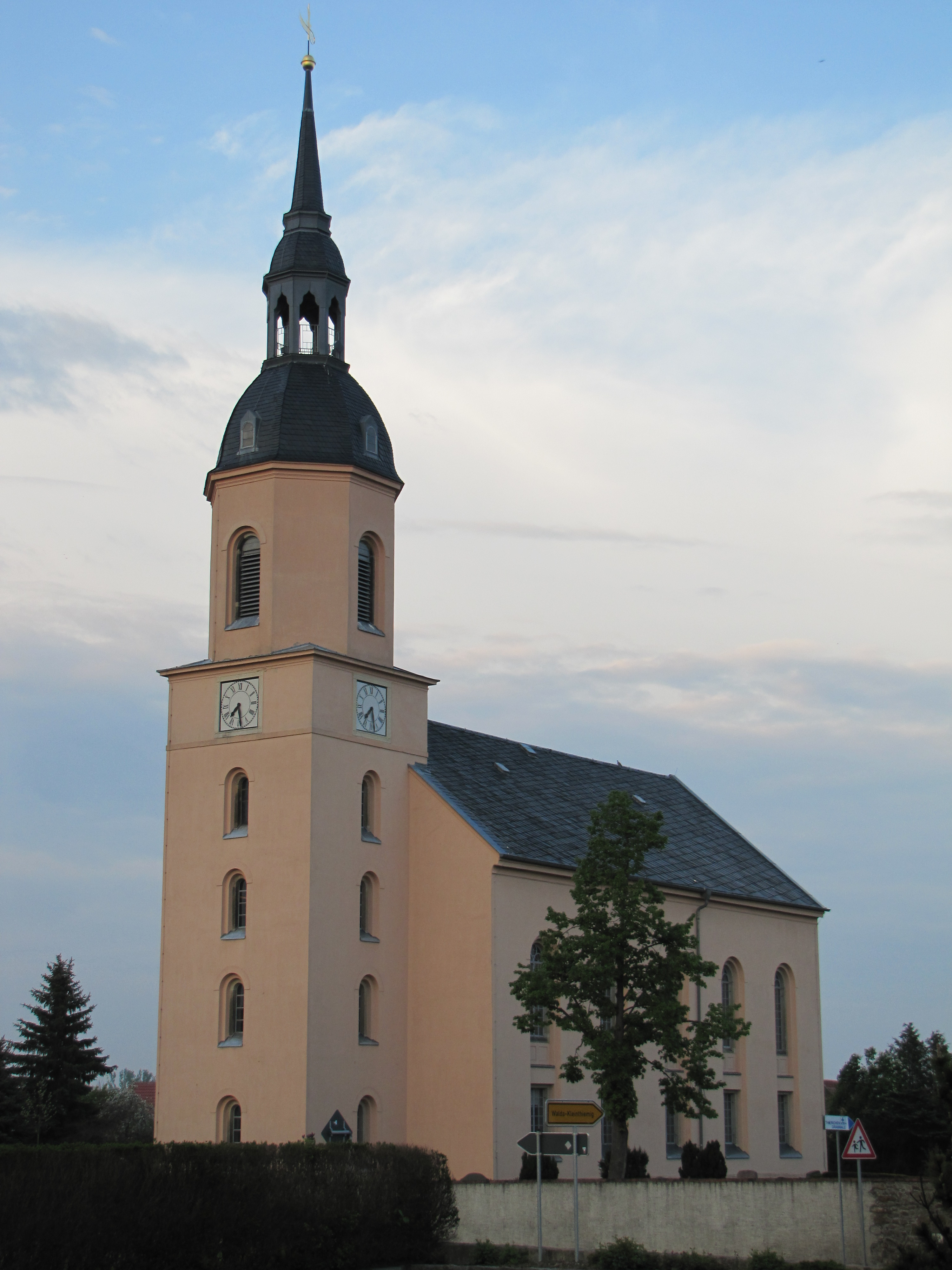
Dorpskerk van Bauda (1857)
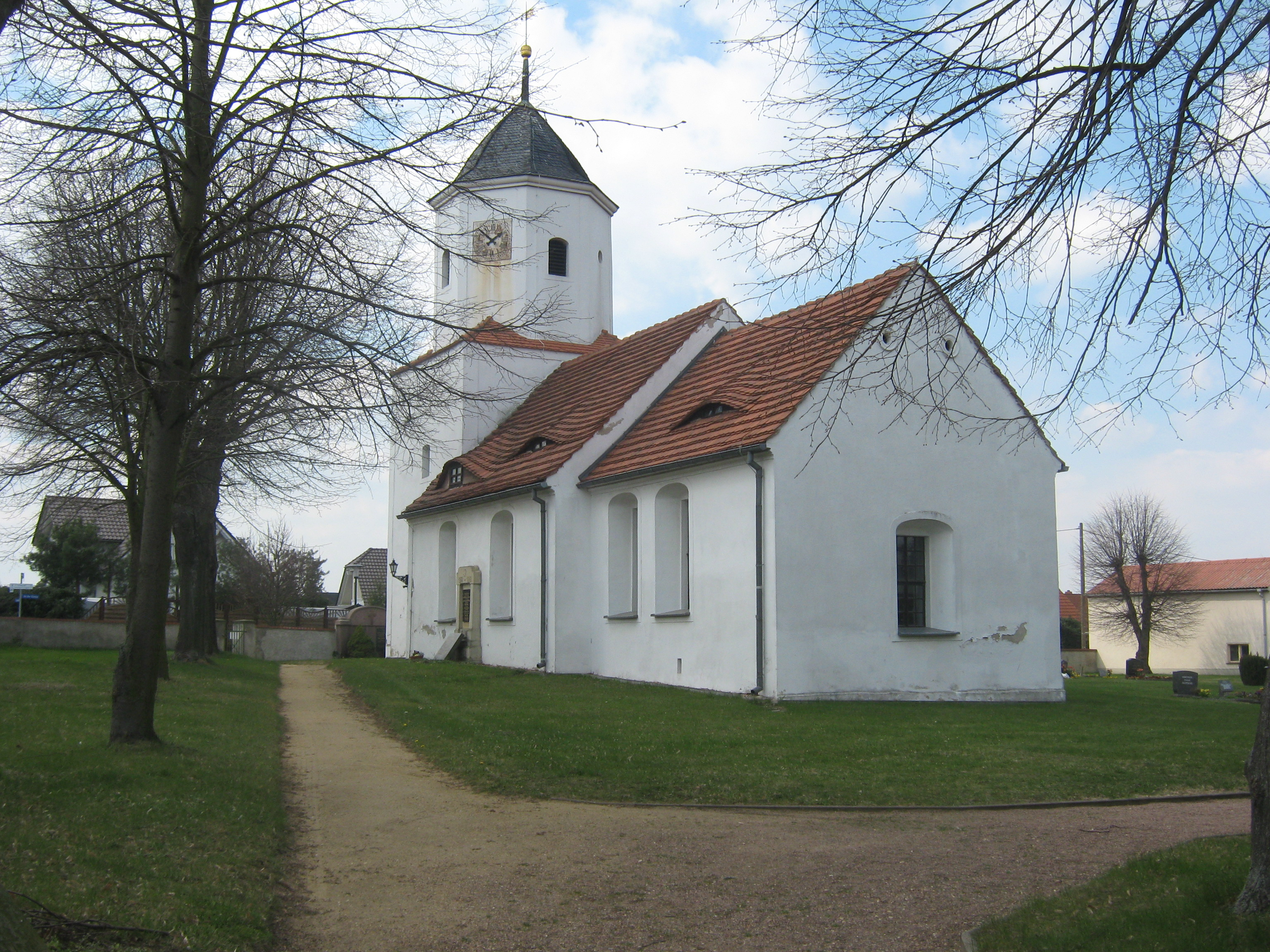
Dorpskerk van Görzig (1554; in 1837 ingrijpend verbouwd)
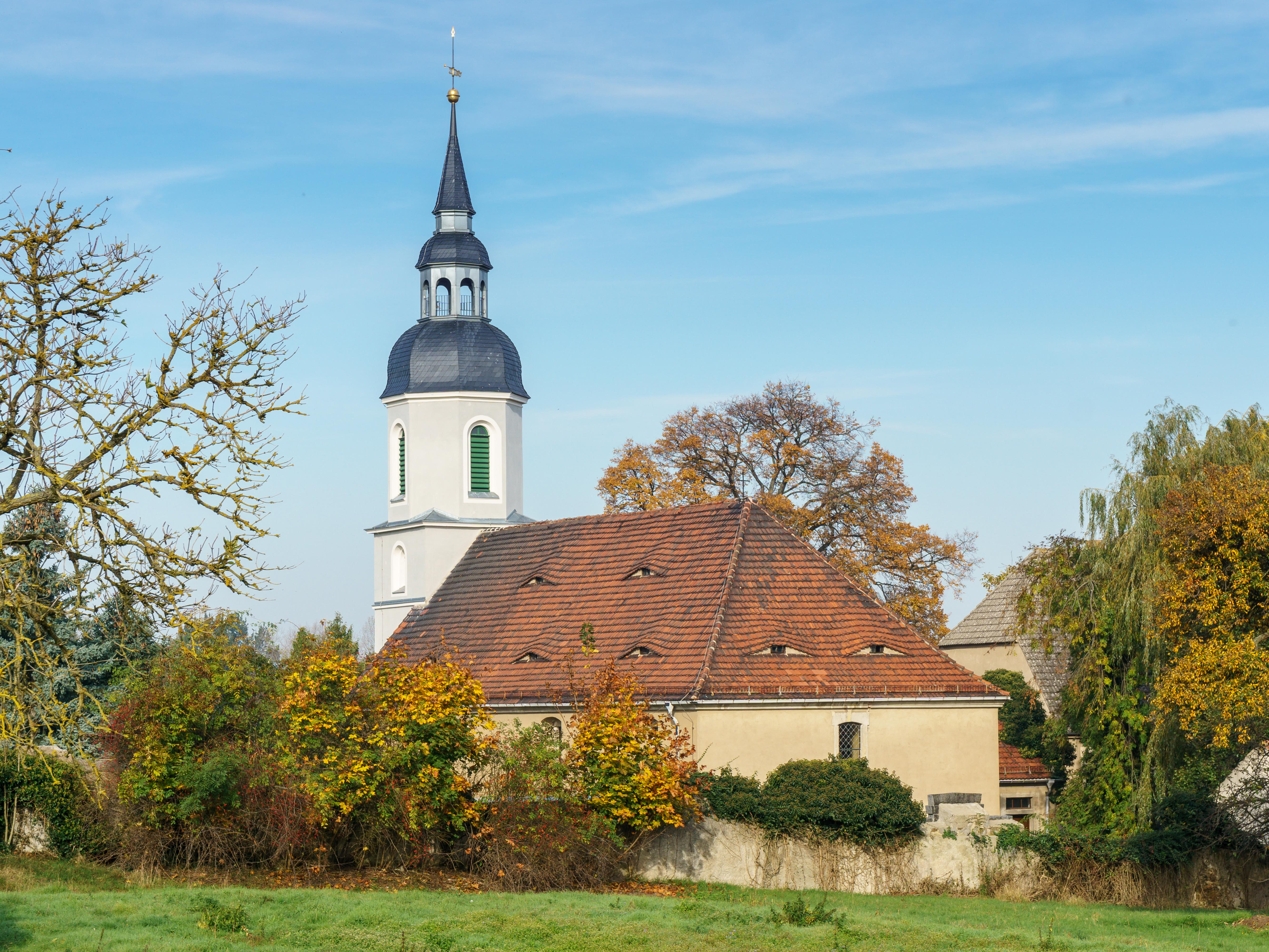
Dorpskerk van Skassa (1758)
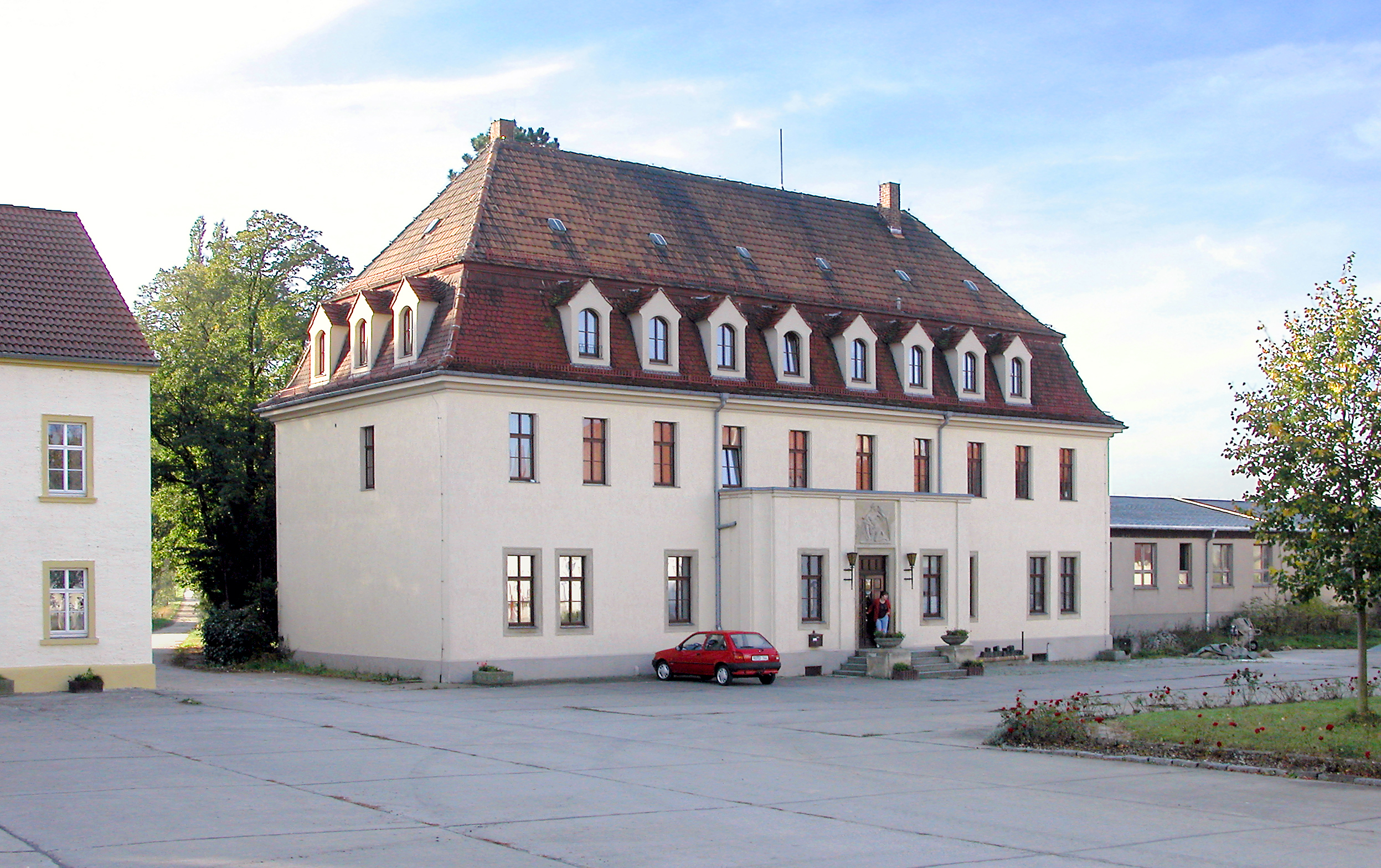
Voormalig landhuis te Stroga
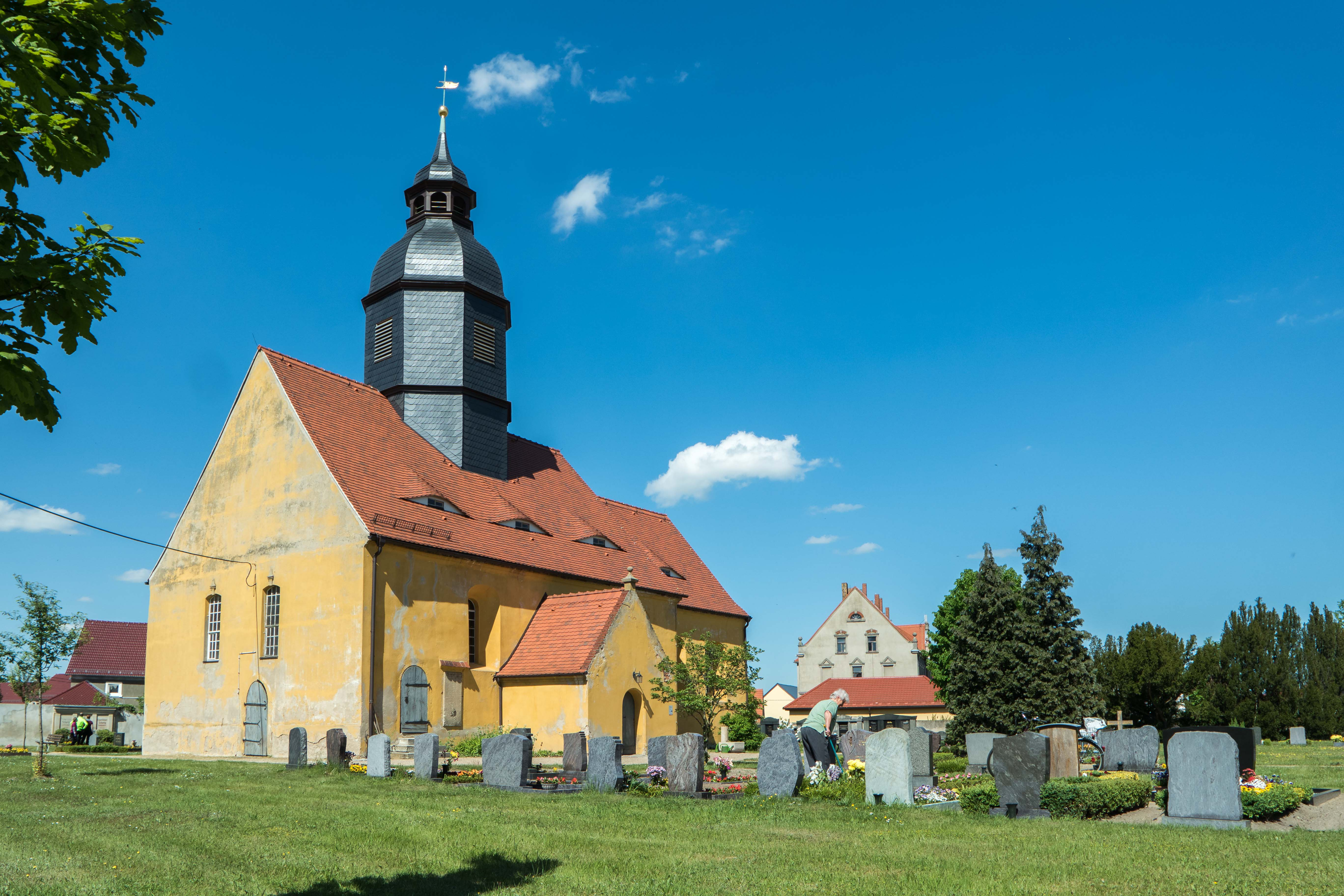
Dorpskerk van Walda (1220; in 1633 ingrijpend verbouwd)
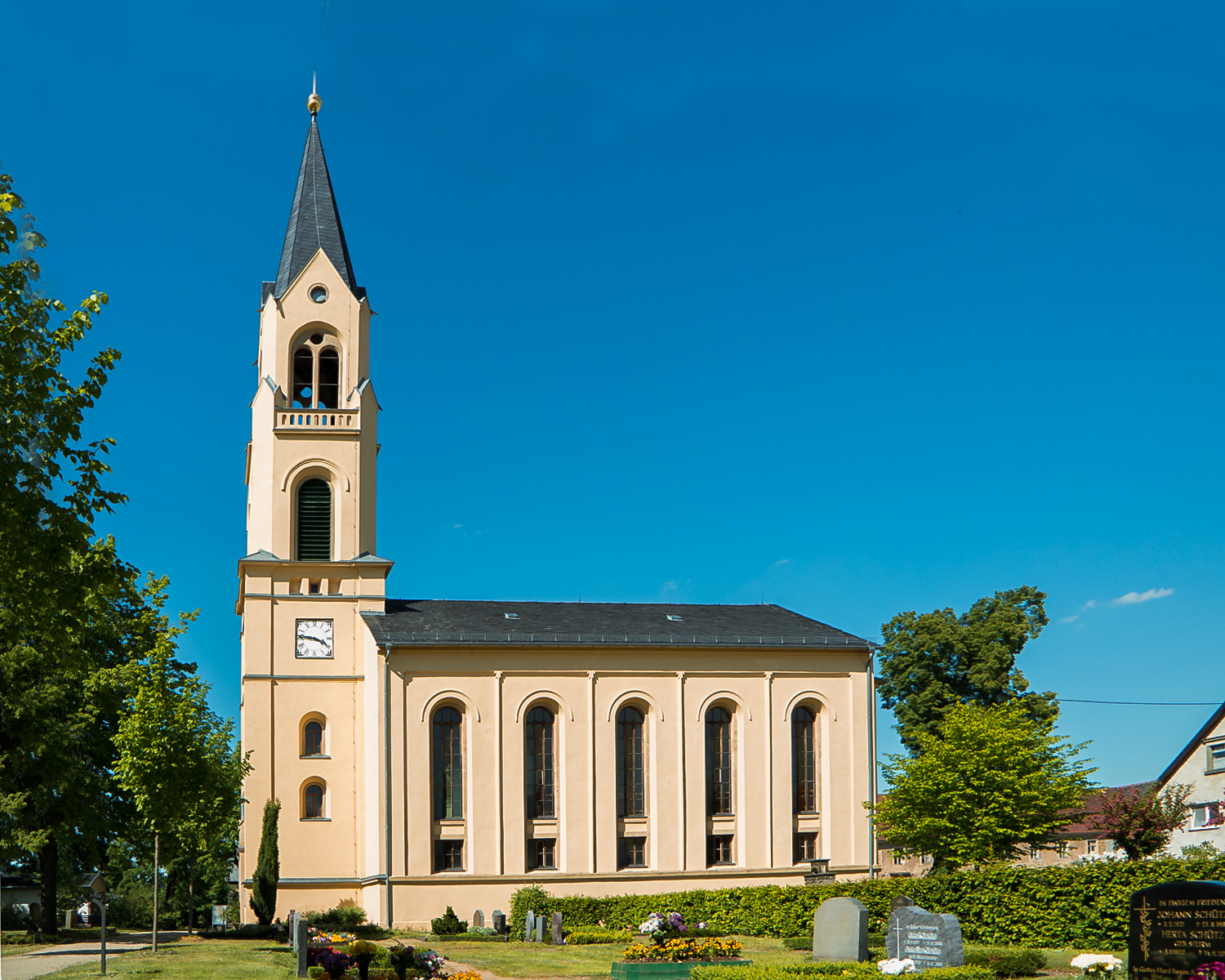
Dorpskerk van Wildenhain (1861)
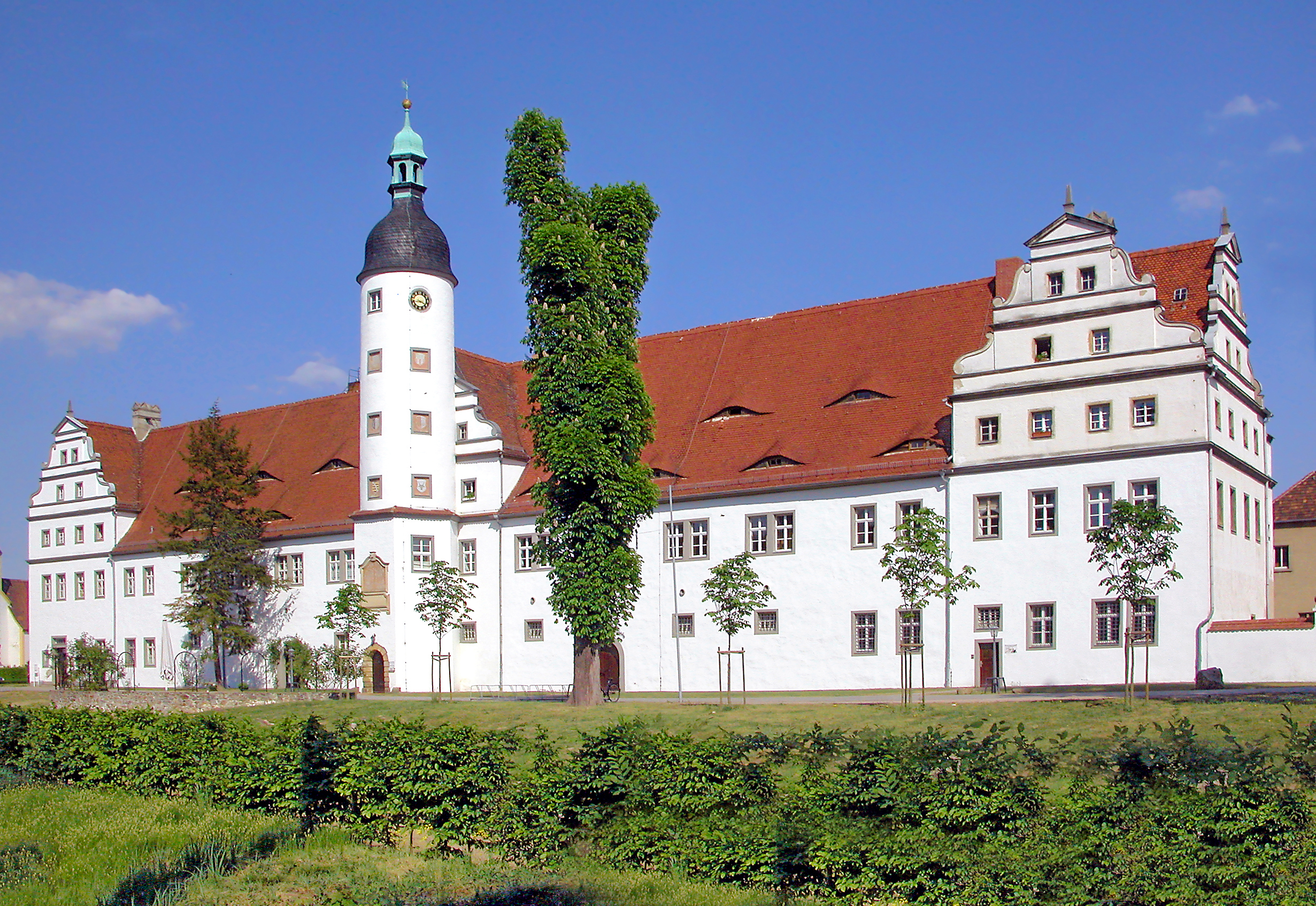
Het Oude Slot Zabeltitz (1588-1591); gebouwd op last van keurvorst Christiaan I van Saksen
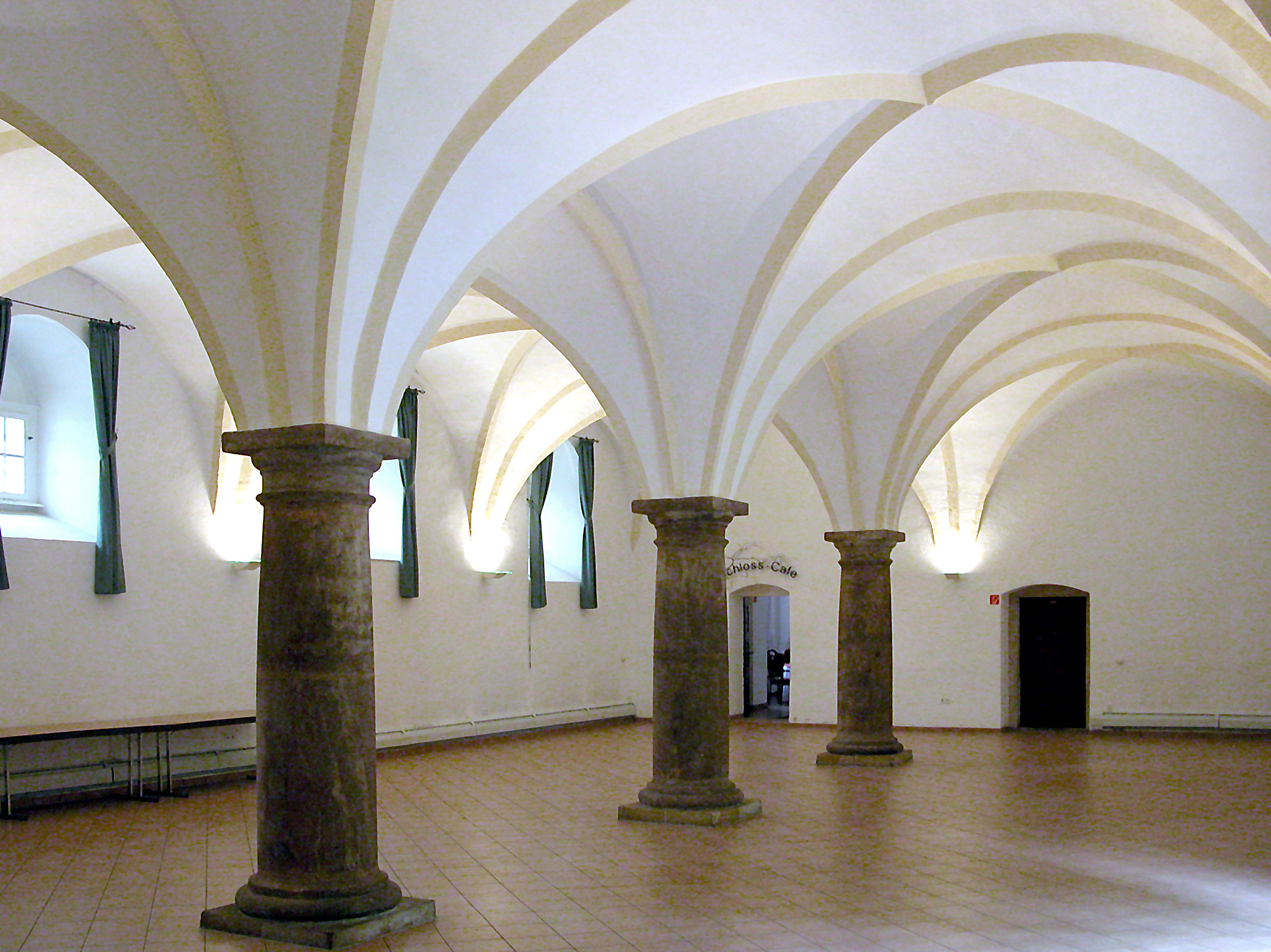
De Slotzaal in het Oude Slot (in gebruik geweest als paardenstal)
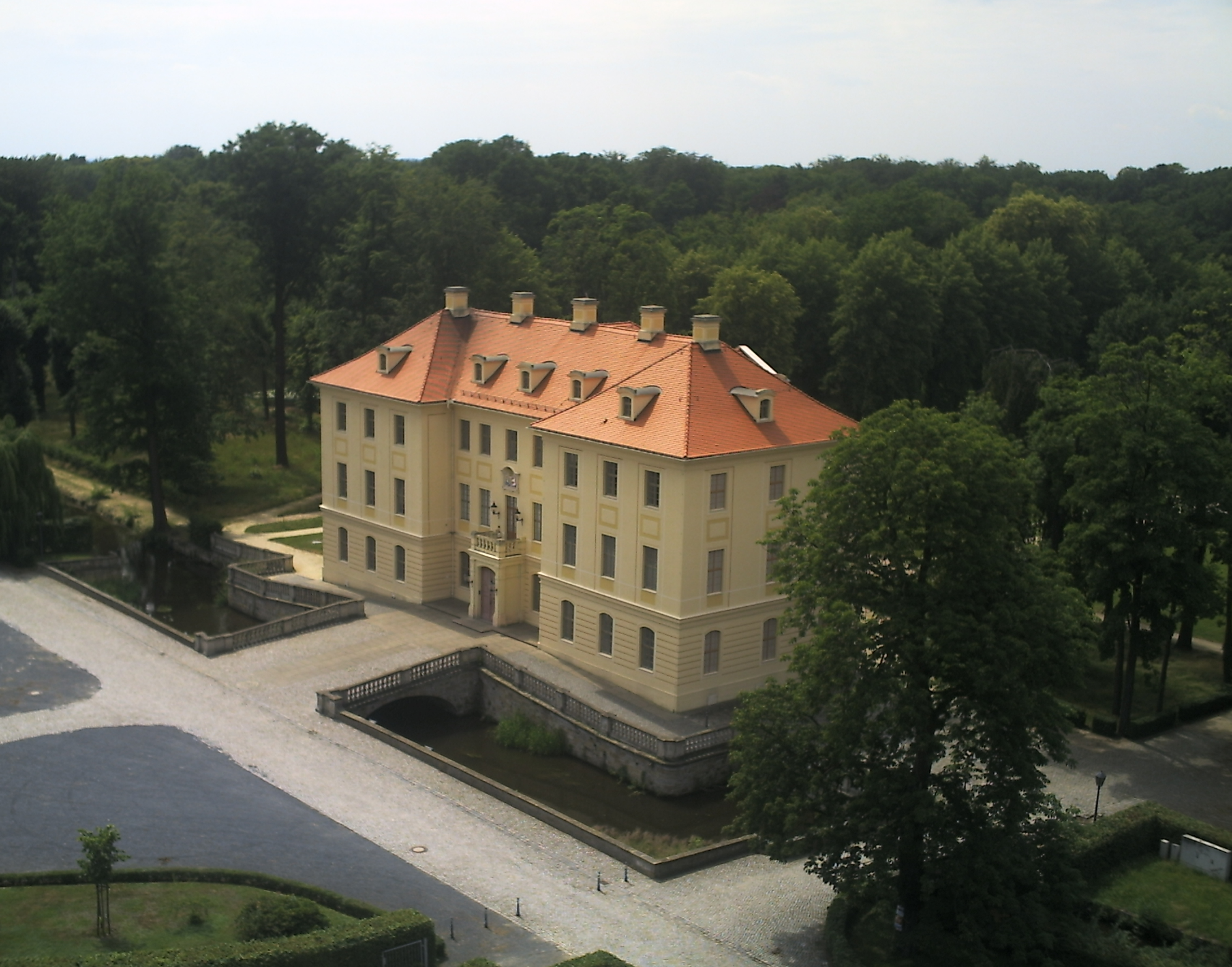
Paleis Zabeltitz, van 1728-1730 herbouwd op last van veldmaarschalk August Christoph graaf van Wackerbarth, minister van August II van Polen
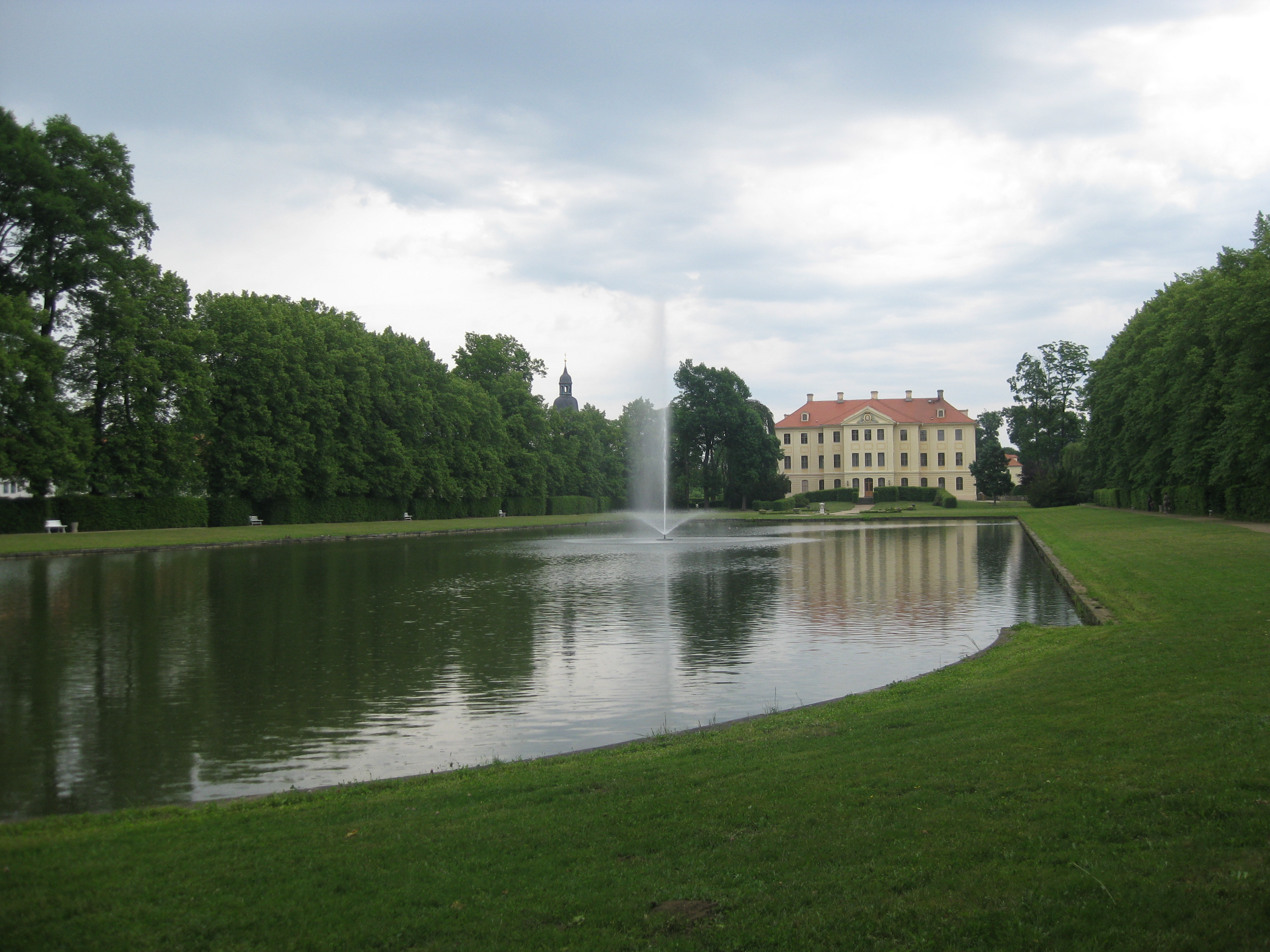
Zogenaamde spiegelvijver in de baroktuin van paleis Zabeltitz
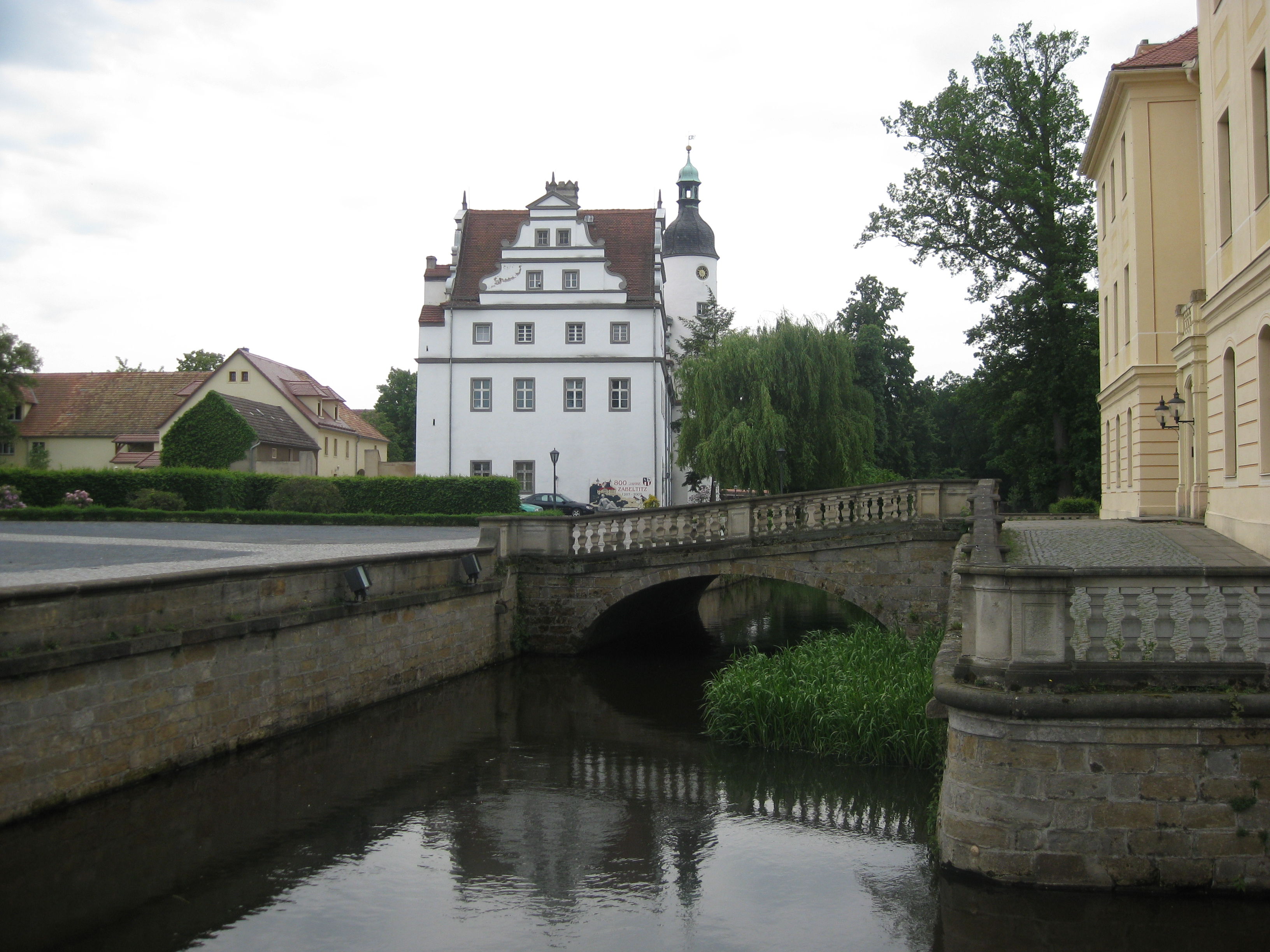
De Große Röder bij de baroktuinen van Zabeltitz
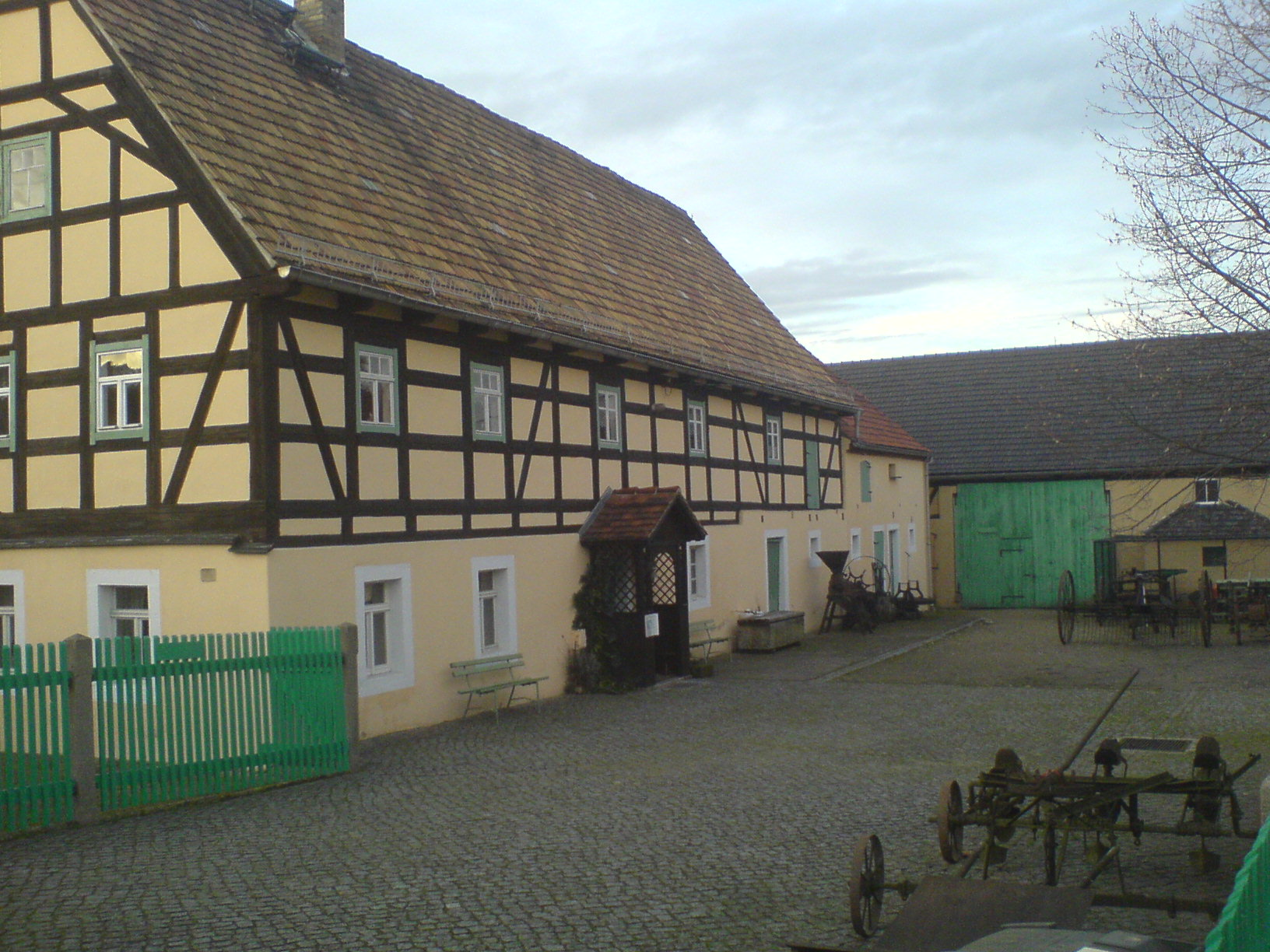
Museumboerderij te Zabeltitz
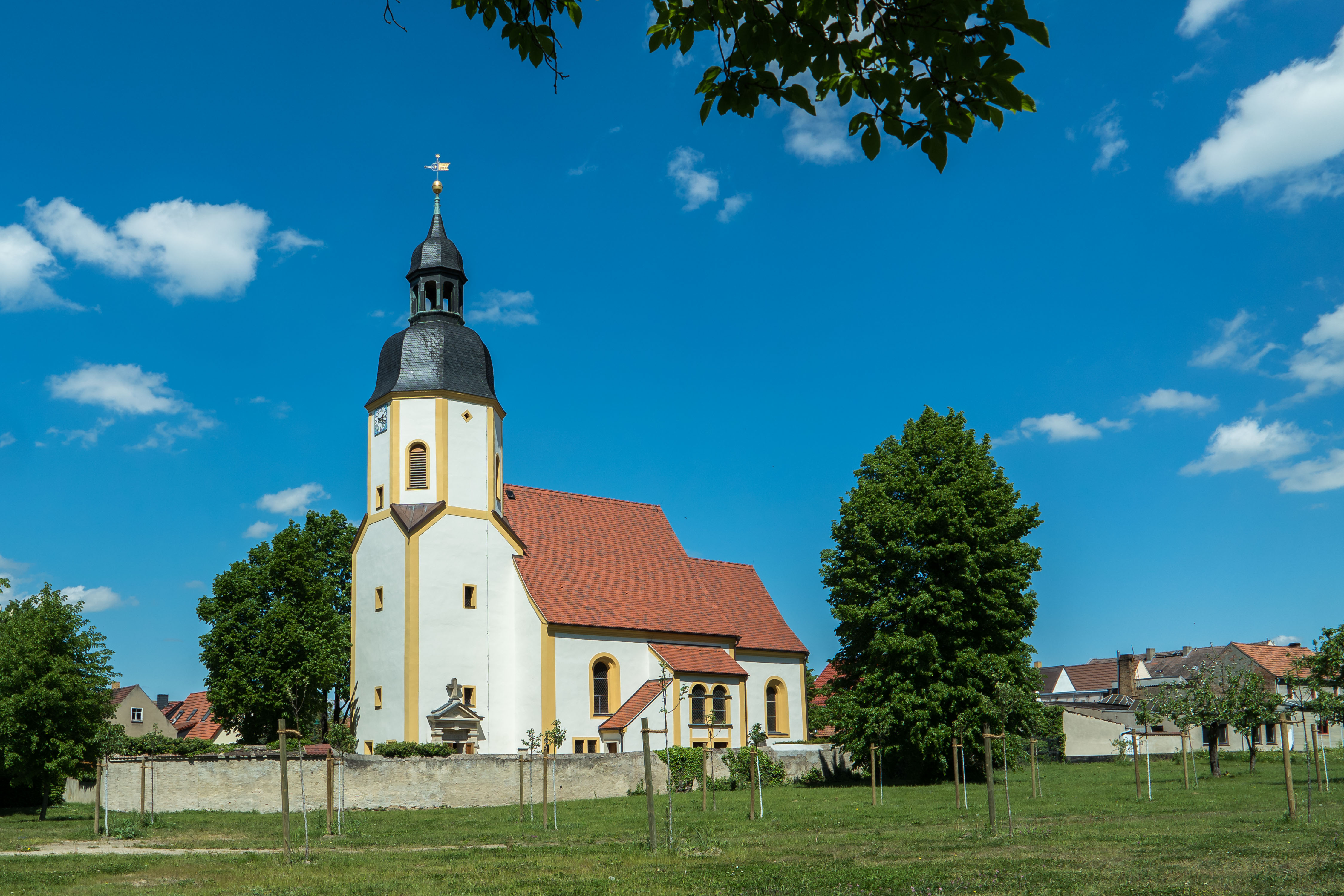
Sint-Joriskerk (1581) te Zabeltitz
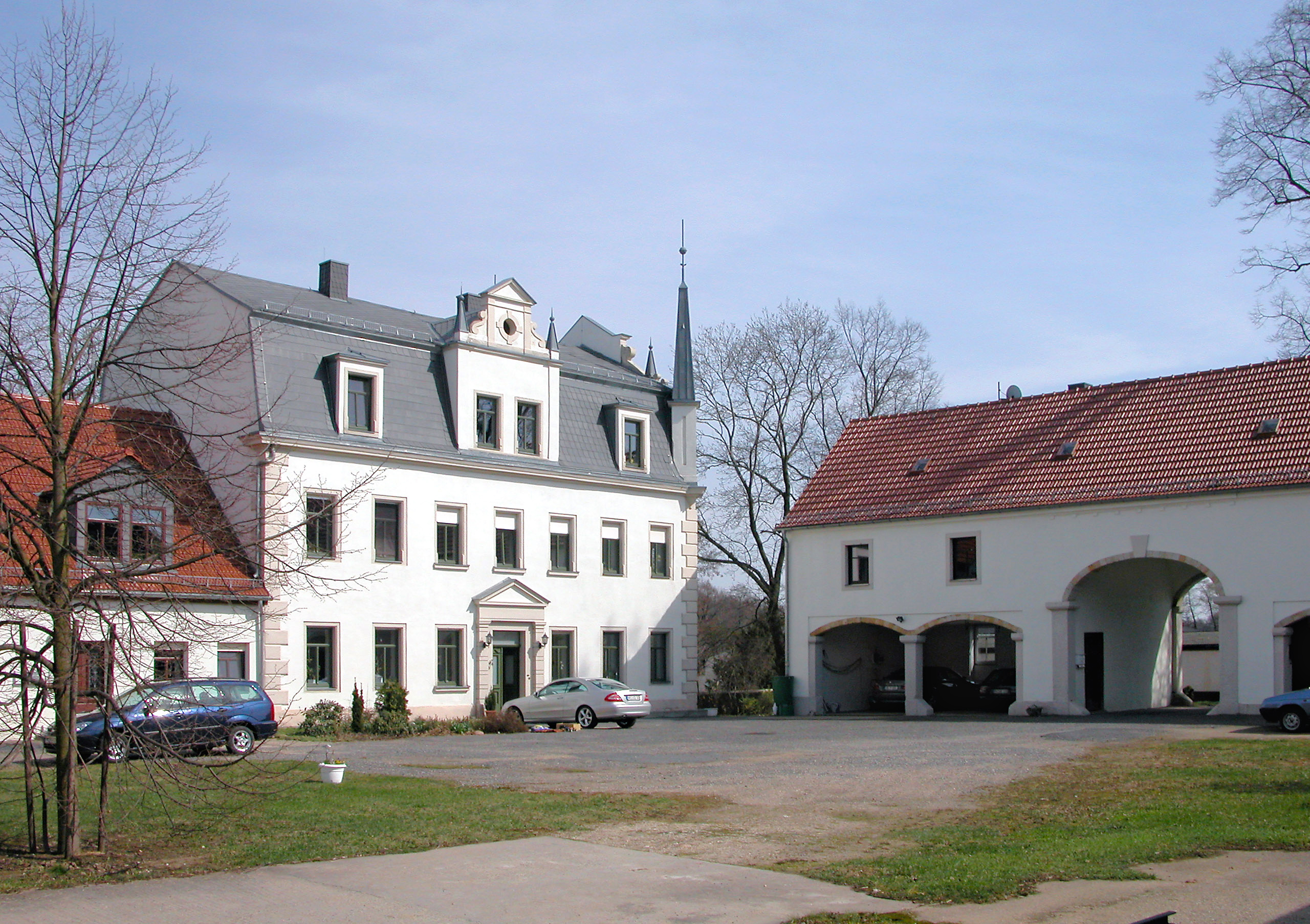
Voormalig landgoed Niederzschauitz te Zschauitz

## Partnersteden
Er bestaan jumelages tussen Großenhain en: 
- Öhringen in Baden-Württemberg;
- Een partnerschap met Kecskemét in Hongarije is intussen beperkt tot culturele uitwisselingen van de wederzijdse mannenkoren.

## Persoonlijkheden
- Christiaan I van Saksen (1560-1591), keurvorst van Saksen, liet het Alte Schloss van Zabeltitz bouwen
- Frans Xavier van Saksen, graaf van Lausitz (Dresden, 25 augustus 1730 - Zabeltitz, 21 juni 1806), regent van het Keurvorstendom Saksen
- Frederick Traugott Pursh (geb. 4 februari 1774 in Großenhain; overl. 11 juli 1820 in Montreal, Canada, geboren als Friedrich Pursch), botanicus, vooral in Noord-Amerika van betekenis
- Karl Benjamin Preusker (geb. 22 september 1786 in Löbau; overl. 15 april 1871 in Großenhain), zakenman, filantroop op onderwijsgebied, bibliothecaris en archeoloog; de door hem in 1828 te Großenhain gestichte en naar hem genoemde boekerij wordt als de eerste openbare bibliotheek van Duitsland beschouwd.
- Carlo Mierendorff (geb. 24 maart 1897 in Großenhain; overl. 4 december 1943 in Leipzig, in een geallieerd bombardement op die stad), Duits SPD-politicus, tegenstander van het nationaal-socialisme, van 1933-1938 gevangene in o.a. Buchenwald, contactpersoon met de socialisten binnen de Kreisauer Kreis
- Helmut Heinrich Schaefer (geb. 14 februari 1925 in Großenhain; overl. 16 december 2005 in Tübingen), Duits-Amerikaans wiskundige, specialiteit: functionaalanalyse
- Corinna Harfouch (geb. 16 oktober 1954 in Suhl als Corinna Meffert), actrice, zowel op het toneel als in televisie- en bioscoopfilms; groeide op te Großenhain; speelde in 2024 een hoofdrol in de te Berlijn met een Zilveren Beer onderscheiden bioscoopfilm Sterben; in 2007 onderscheiden met de Goldene Kamera.

## Varia
Ook in de gemeente Geestland, en wel onder Lintig, ligt een plaats, die Großenhain heet. Het is een dorpje met 300 à 400 inwoners.